# Complexe funéraire de Djéser
Vous lisez un « article de qualité » labellisé en 2009.
Le complexe funéraire de Djéser, édifié sous le règne du roi Djéser, se situe à Saqqarah, en Égypte. Il est, dans l'histoire de l'architecture égyptienne, le second ouvrage édifié en pierre de taille. Il marque une évolution importante de l'architecture monumentale. En effet, le tombeau du roi prend, pour la première fois et après de multiples modifications, la forme d'une pyramide. Cette innovation marque la naissance d'un nouveau type de sépulture. Les éléments cultuels ainsi que l'enceinte à redans représentent l'aboutissement d'une architecture évoluant depuis la IIe dynastie.
Deux noms sont à rattacher à cet édifice : celui de l'architecte Imhotep, qui conçut cet ouvrage, et celui de l'égyptologue Jean-Philippe Lauer qui consacra toute sa vie à étudier les vestiges de ce chef-d'œuvre de l'Ancien Empire.
Le tremblement de terre du 12 octobre 1992 a sérieusement affecté les infrastructures de la pyramide. La voûte du grand puits funéraire et les plafonds de plusieurs galeries souterraines menaçant de s'effondrer, une mission de sauvegarde a été commandée par le Conseil suprême des Antiquités égyptiennes afin de mener à bien leurs restaurations. En parallèle, des études sont constamment effectuées afin de mieux connaître ce monument majeur.
En mars 2020, la pyramide rouvre au public après quatorze ans de restaurations.

## Vue d'ensemble du complexe funéraire

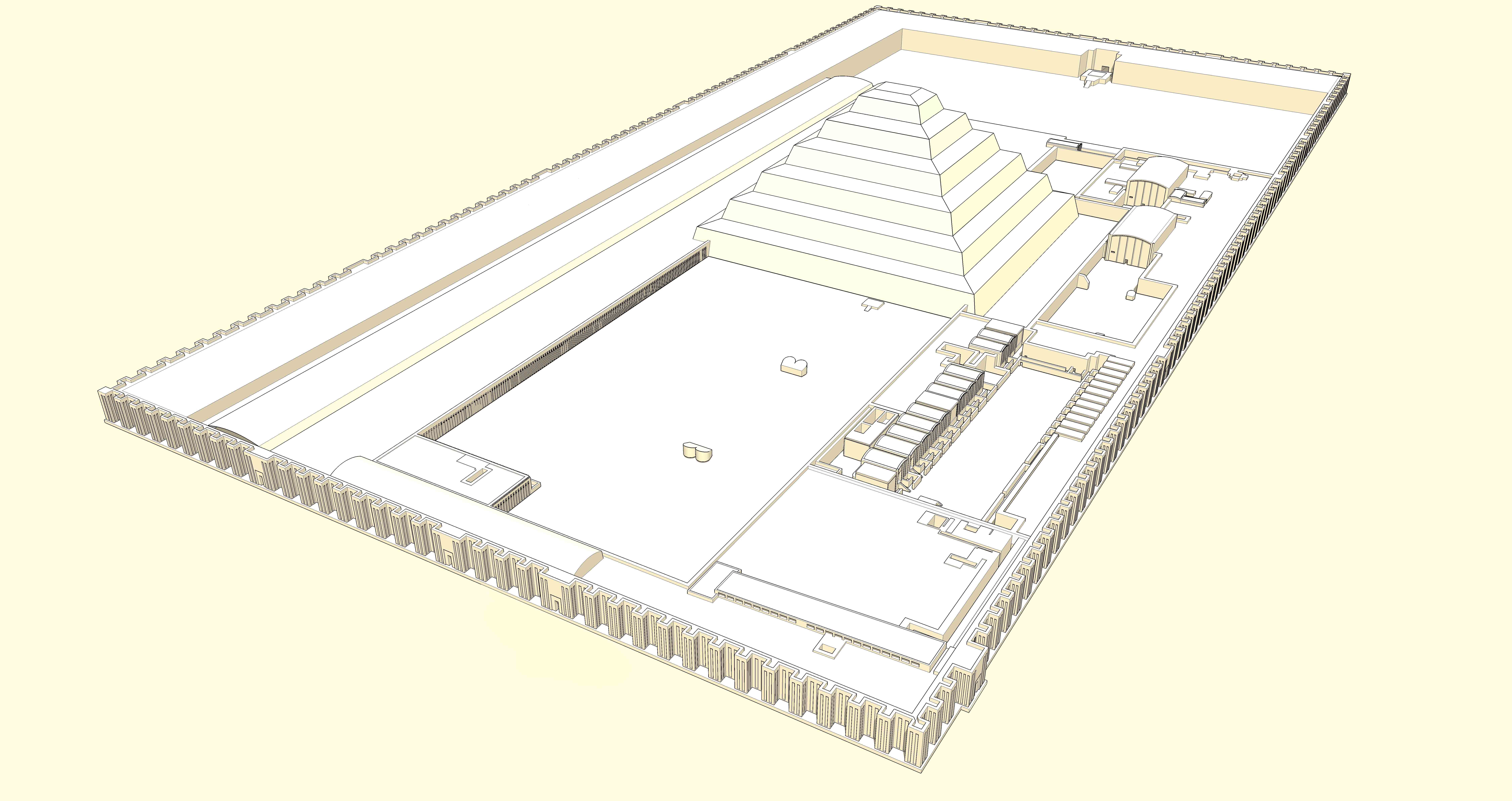
Restitution du complexe funéraire de Djéser, vue vers le nord-ouest.

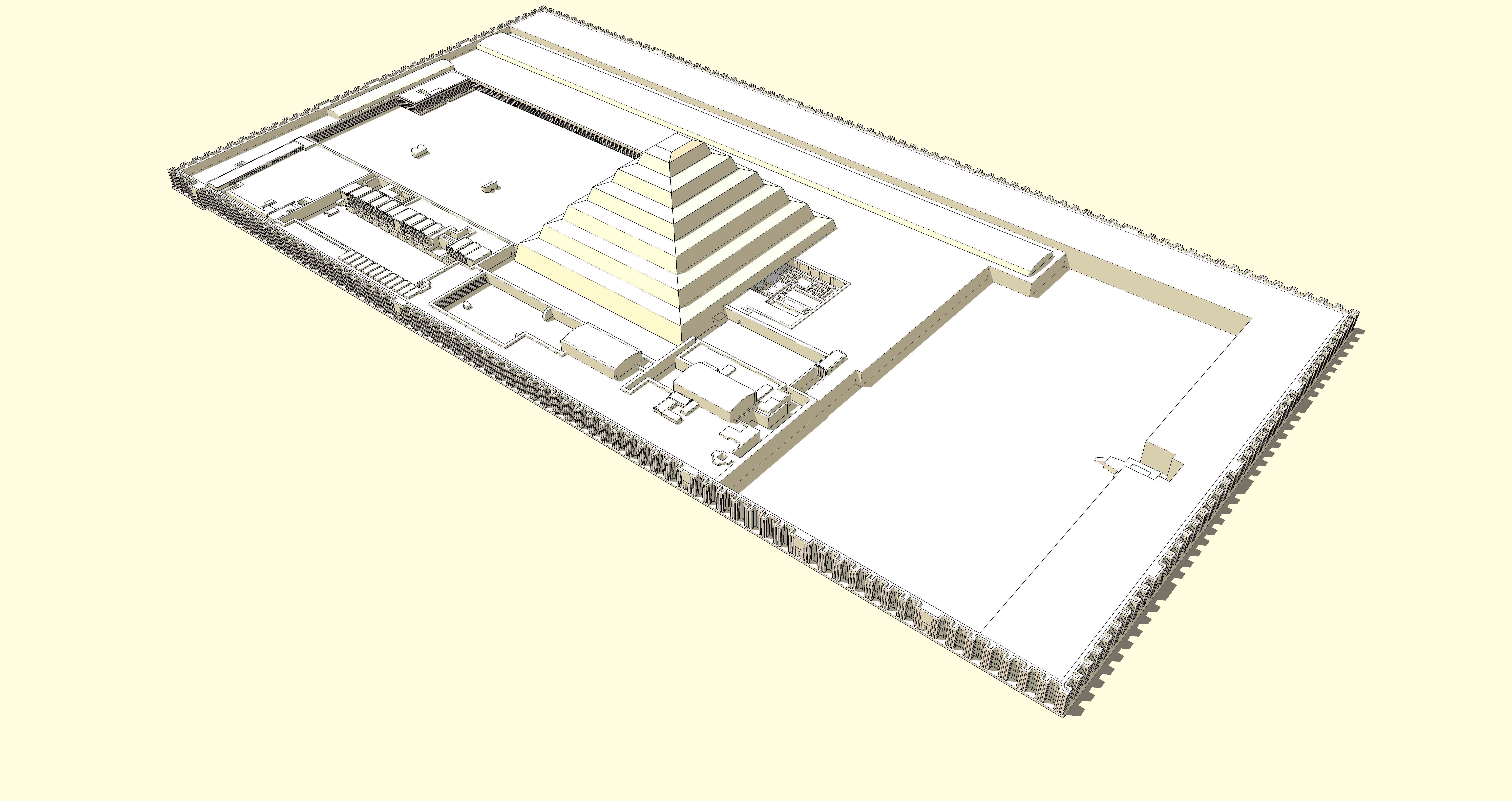
Restitution du complexe funéraire de Djéser, vue vers le sud-ouest.

Le complexe funéraire de Djéser est le premier de cette importance et le plus grand jamais construit à notre connaissance en Égypte. Il est composé, outre d'une pyramide à degrés, de nombreux édifices cultuels destinés aux cérémonies associées à la vie du souverain dans l'autre monde : un « temple T » (ou palais), un serdab, des chapelles de la fête-Sed, un temple funéraire, une tombe sud, deux pavillons (nord et sud), deux autels, deux bornes, des magasins et enfin une grande enceinte à redans clôturant cet ensemble de constructions qui s'étend sur plus de quinze hectares.
Bien que l'appartement royal ait été complètement pillé dès l'Antiquité, le mobilier archéologique dégagé lors des fouilles de cet ensemble funéraire n'en est pas moins d'une importance exceptionnelle. Des milliers de vases et de coupes gisent encore au fond des galeries, attendant d'en être extraits. Deux sarcophages d'albâtre, dont l'un contient encore le squelette d'un enfant, sont encore placés au sein des galeries de la famille royale.
Le travail d'anastylose engagé par Jean-Philippe Lauer tout au long de sa carrière a fait ressurgir des sables la grande entrée de l'enceinte, les façades de quelques chapelles du Heb-Sed et des pavillons, une partie du mur aux cobras ainsi que la grande colonnade de l'est.
| Éléments du complexe funéraire | Éléments du complexe funéraire |
| ------------------------------ | --- |
|                                | 1. Pyramide 2. Tombe du sud 3. Chapelles de la fête-Sed 4. « Temple T » 5. La cour sud 6. Pavillon du sud 7. Pavillon du nord 8. Temple funéraire 9. Massif de l'ouest 10. Colonnade 11. Cour nord 12. Magasins du nord 13. Galeries du nord 14. Serdab 15. Autel nord |

## La pyramide
La pyramide a connu plusieurs états successifs avant d'atteindre sa forme finale. Elle est le résultat de nombreuses hésitations, transformations et d'innovations tant techniques qu'intellectuelles. Les égyptologues nomment les trois plans successifs du mastaba : M1, M2 et M3 et les trois plans de la pyramide à degrés : P1, P1' et P2.

### Le mastaba à l'origine de la pyramide

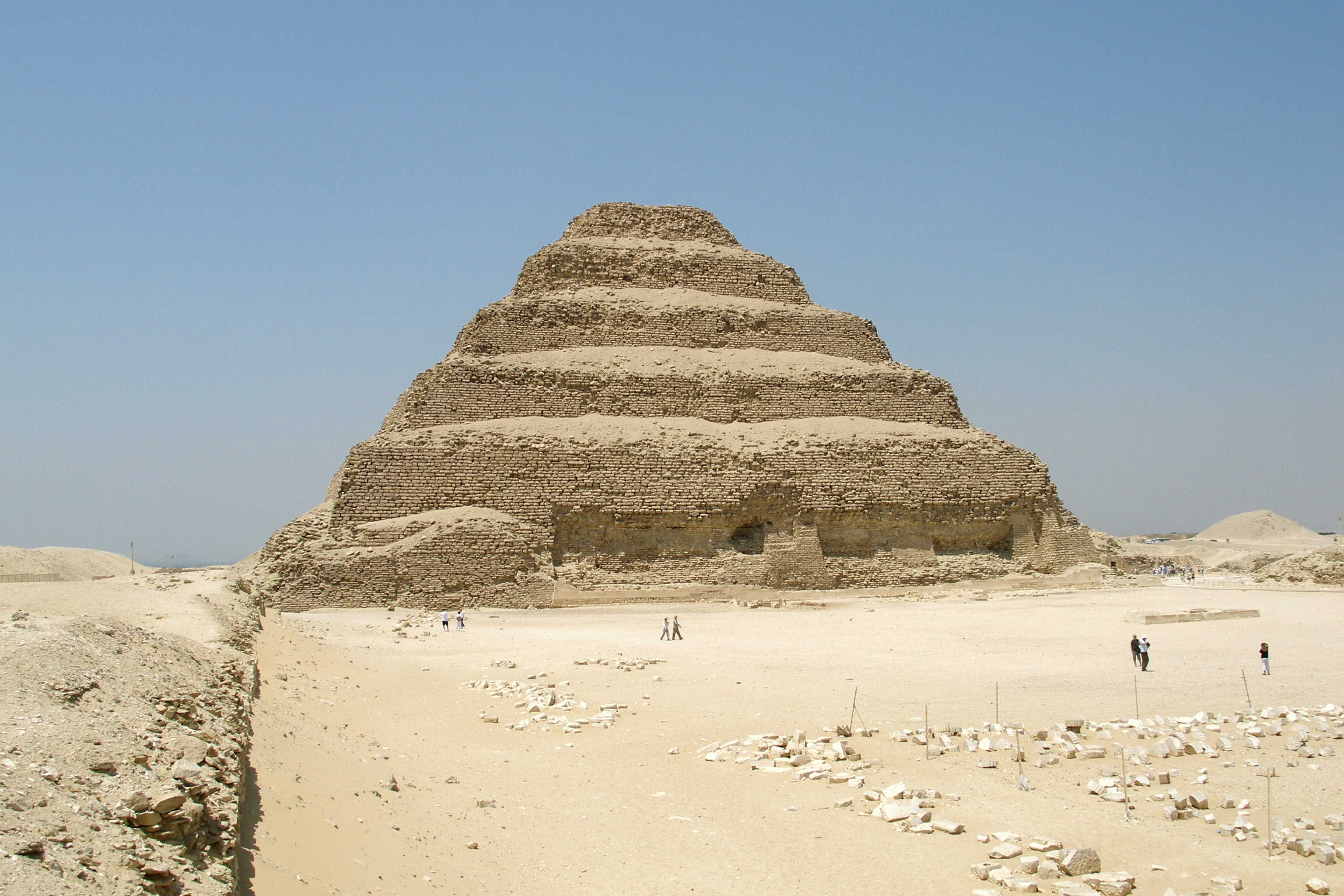
Vue de la face sud de la pyramide.

Outre l'enceinte et les bâtiments annexes, le complexe dut initialement comporter une sépulture sous la forme d'un mastaba classique. L'architecte fit preuve d'innovation en composant intégralement l'édifice en pierre calcaire. La construction de ce mastaba de taille ordinaire marqua une évolution de l'architecture monumentale, c'est le premier monument entièrement édifié en pierre de taille. Constitué de lits de pierres horizontaux, le corps fut rempli de libages de calcaire et le parement composé en calcaire de Tourah (M1).
L'architecte décida ensuite d'étendre la base du monument de huit coudées supplémentaires sur les quatre côtés, le rajout étant légèrement plus bas que le toit du premier mastaba (M2).
Le mastaba fut ensuite agrandi une deuxième fois mais cette fois-ci seulement sur son côté est (M3). Onze puits furent alors creusés au niveau de cette portion supplémentaire. Leur profondeur atteint les trente-trois mètres. Ils donnent chacun sur une galerie (I-XI) creusée à l'horizontale et s'étendant sur une vingtaine de mètres. Les cinq premières galeries furent destinées à ensevelir des membres de la famille royale. Elles furent pillées dès l'Antiquité mais il reste encore deux sarcophages d'albâtre de belle facture.

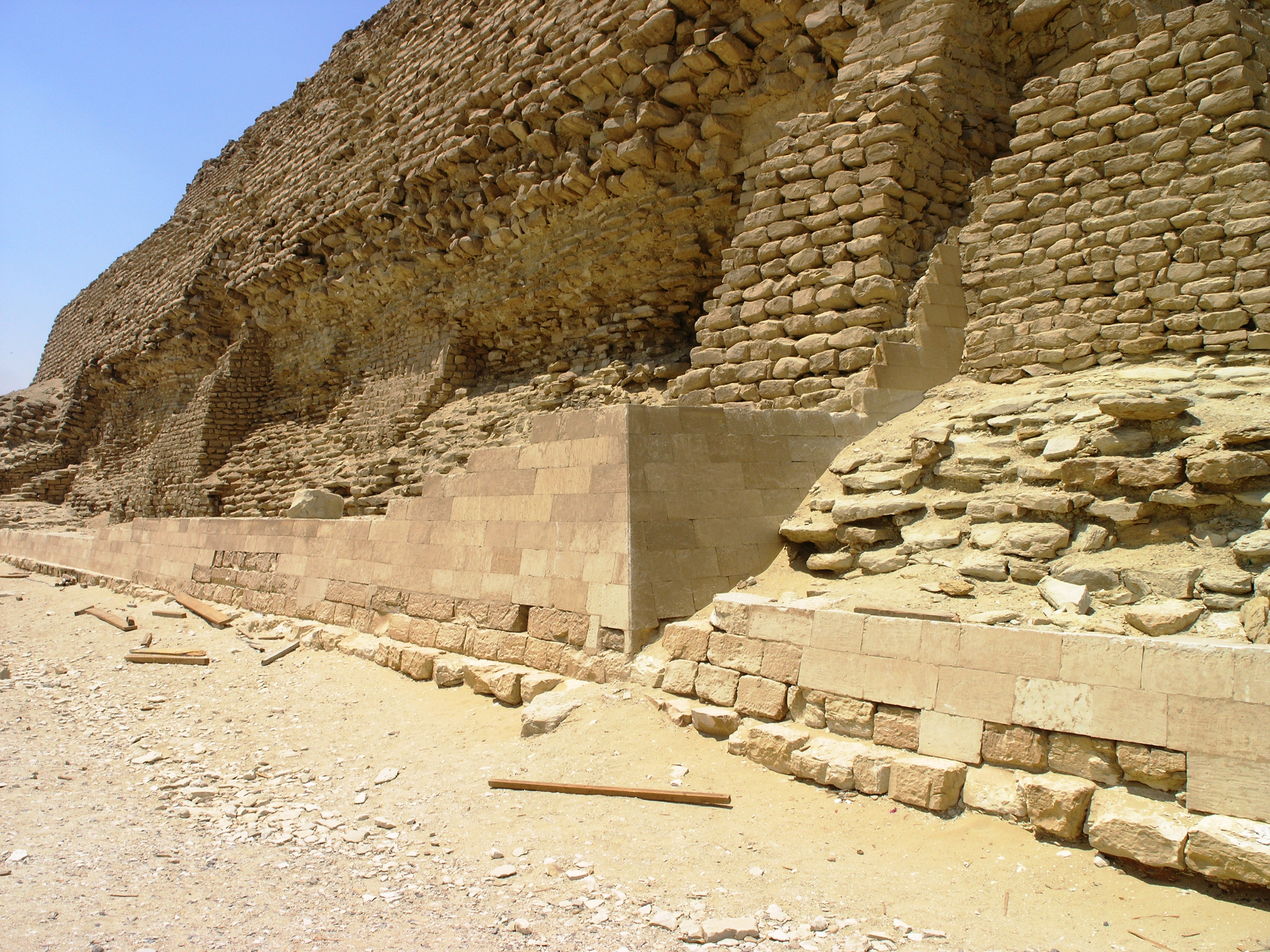
Angle sud-est de la pyramide.

De nombreux fragments de cercueil, de vaisselles et de bijoux ont été retrouvés mais la plus importante découverte fut effectuée dans les six autres galeries encore inviolées. Des dizaines de tonnes de vaisselles et de poteries datant des deux premières dynasties remplissaient complètement les galeries. Bien qu'une grande majorité des objets furent détruits à la suite de l'affaissement des plafonds, cette découverte capitale a permis de mesurer combien cet art était développé durant la période thinite.

### Vers la pyramide finale
À la suite de l'achèvement du mastaba, l'architecte imagina une sépulture aux dimensions plus ambitieuses et à la symbolique issue à la fois du culte solaire et de la conception de l'au-delà des anciens égyptiens. Un escalier permettant au pharaon d'accéder au monde divin était désormais figuré par une pyramide à quatre gradins, de forme oblongue, enveloppant totalement le mastaba M3 initial. Elle fut agrandie deux fois par tranches additionnelles en lits déversés (en P1' puis P2) atteignant les dimensions colossales pour l'époque de 62 mètres de hauteur et 121 × 109 mètres pour la base. L'inclinaison de chaque gradin est d'environ 84°.
|                                 | Mastaba M1                | Mastaba M2                    | Mastaba M3                    | Pyramide P1                 | Pyramide P1'  | Pyramide P2   |
| ------------------------------- | ------------------------- | ----------------------------- | ----------------------------- | --------------------------- | ------------- | ------------- |
|                                 |                           |                               |                               |                             |               |               |
| Dimensions de la base           | 63 m × 63 m (120c × 120c) | 71,5 m × 71,5 m (136c × 136c) | 79,5 m × 71,5 m (152c × 136c) | 85,5 m × 77 m (163c × 147c) | 119 m × 107 m | 121 m × 109 m |
| Hauteur                         | 8 m (16c)                 | 8 m, 7 m                      | 8 m, 7 m, 5 m                 | 42 m (80c)                  | 60 m          | 62 m          |
| Assises                         | lits horizontaux          | lits horizontaux              | lits horizontaux              | lits déversés               | lits déversés | lits déversés |
| Hauteur des blocs de maçonnerie | 0,30 m                    | 0,30 m                        | 0,30 m                        | 0,38 m                      | 0,52 m        | 0,52 m        |
| Nombre de gradins               | -                         | -                             | -                             | 4                           | 6             | 6             |

### Les infrastructures de la pyramide
Les infrastructures se décomposent en deux groupes ; le premier correspondant aux onze puits associés aux onze galeries souterraines dont les accès de situent au niveau du rajout M3, le deuxième représente le réseau souterrain centré sur le caveau royal et situé sous le massif de la pyramide. Sur ceux-ci viennent se greffer de nombreuses sapes et galeries percées par les explorateurs et pilleurs de l'Antiquité.

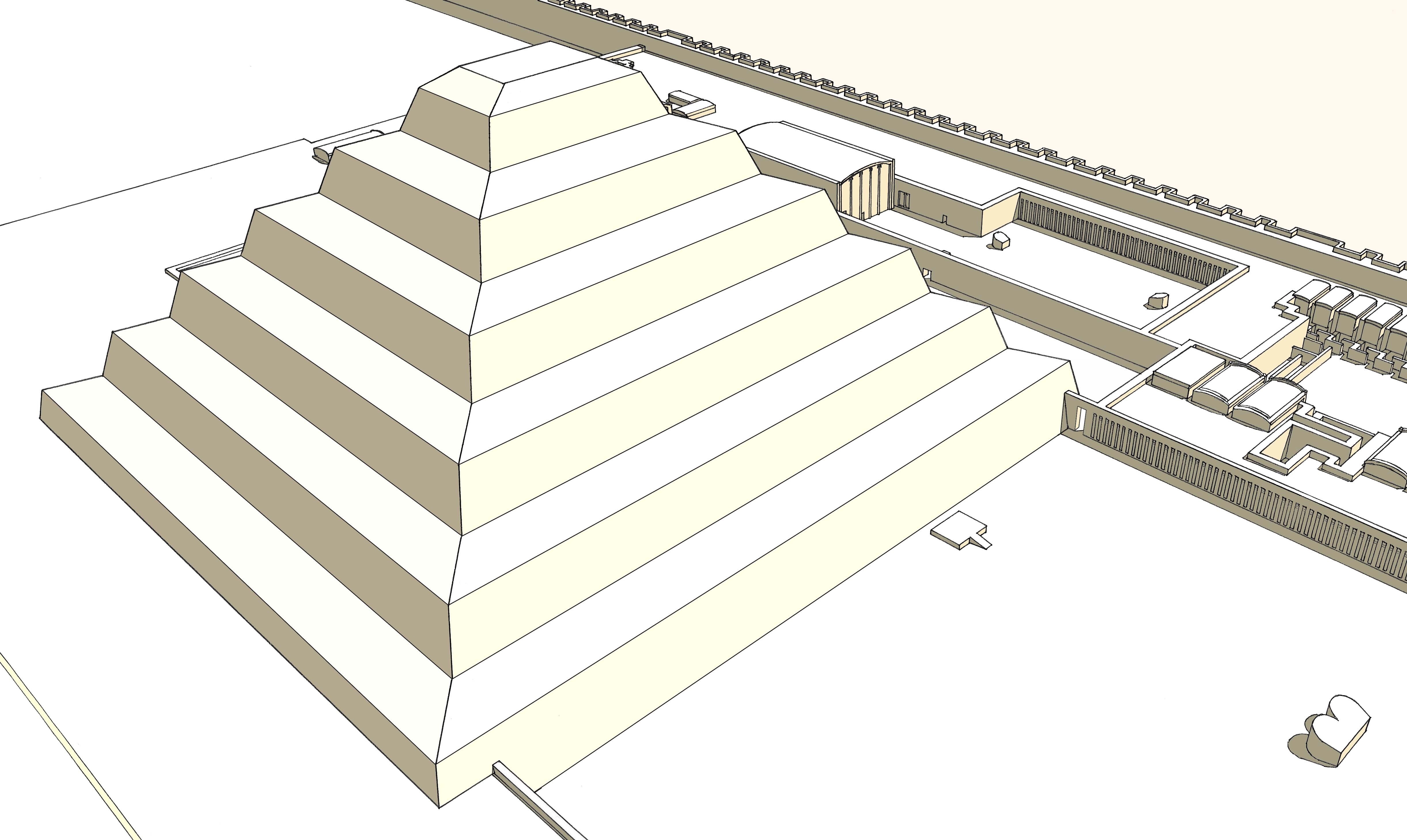
Vue en perspective de la pyramide de Djéser
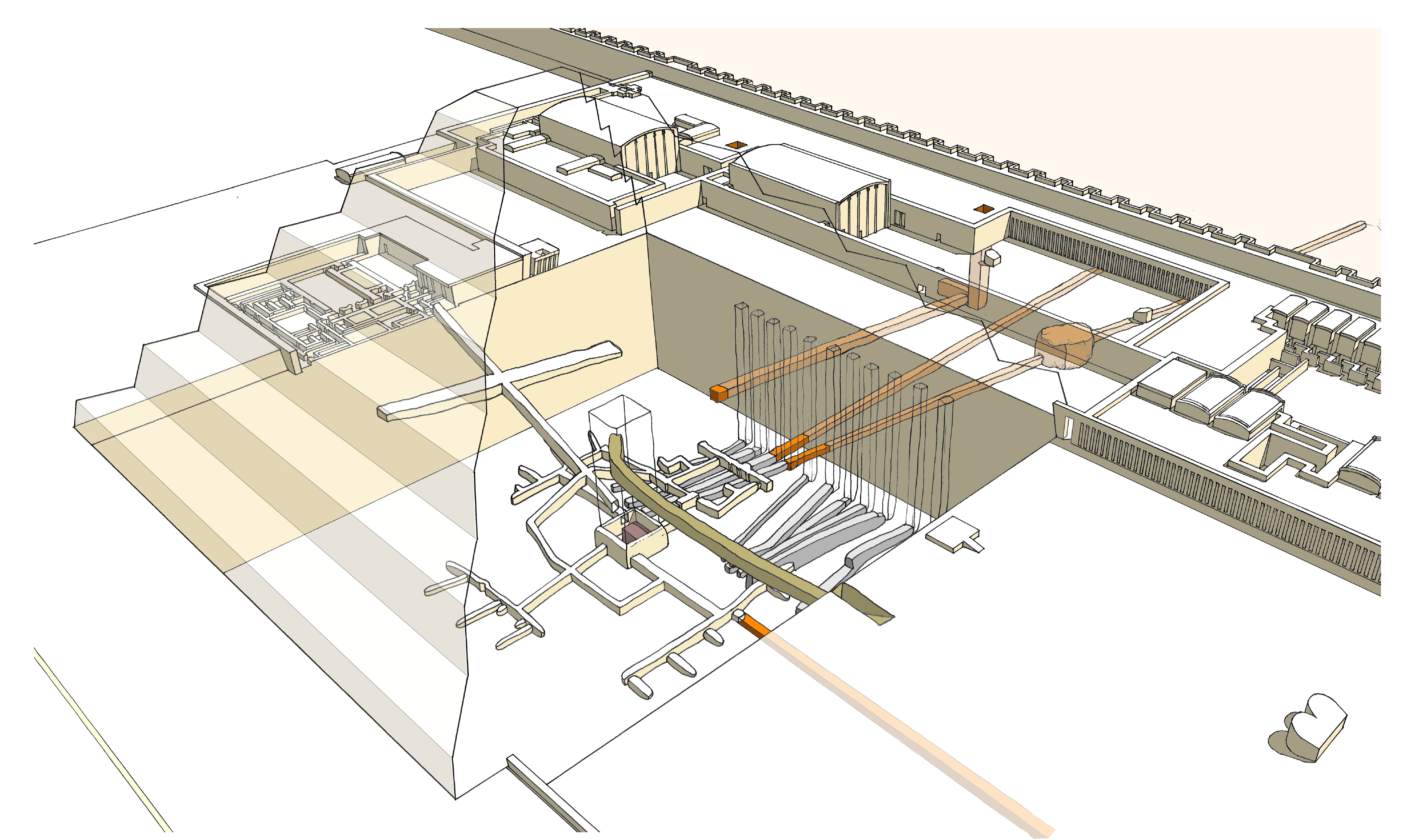
Vue en perspective des infrastructures de la pyramide de Djéser (période pharaonique ; en vert, la galerie d'époque saïte et en jaune, la galerie d'époque romaine)
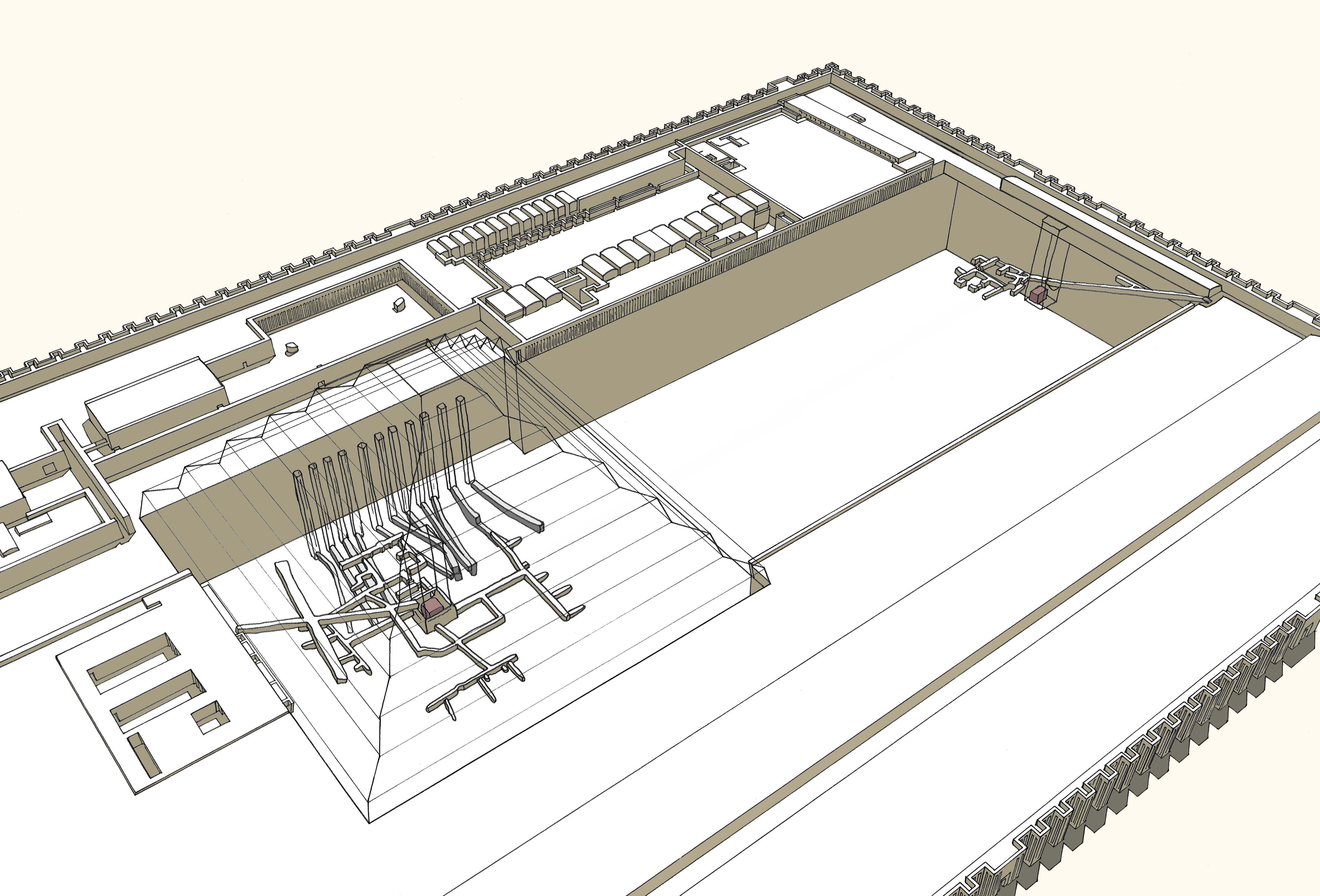
Vue d'ensemble des galeries funéraires du complexe de Djéser (période pharaonique, vue vers le sud-est)
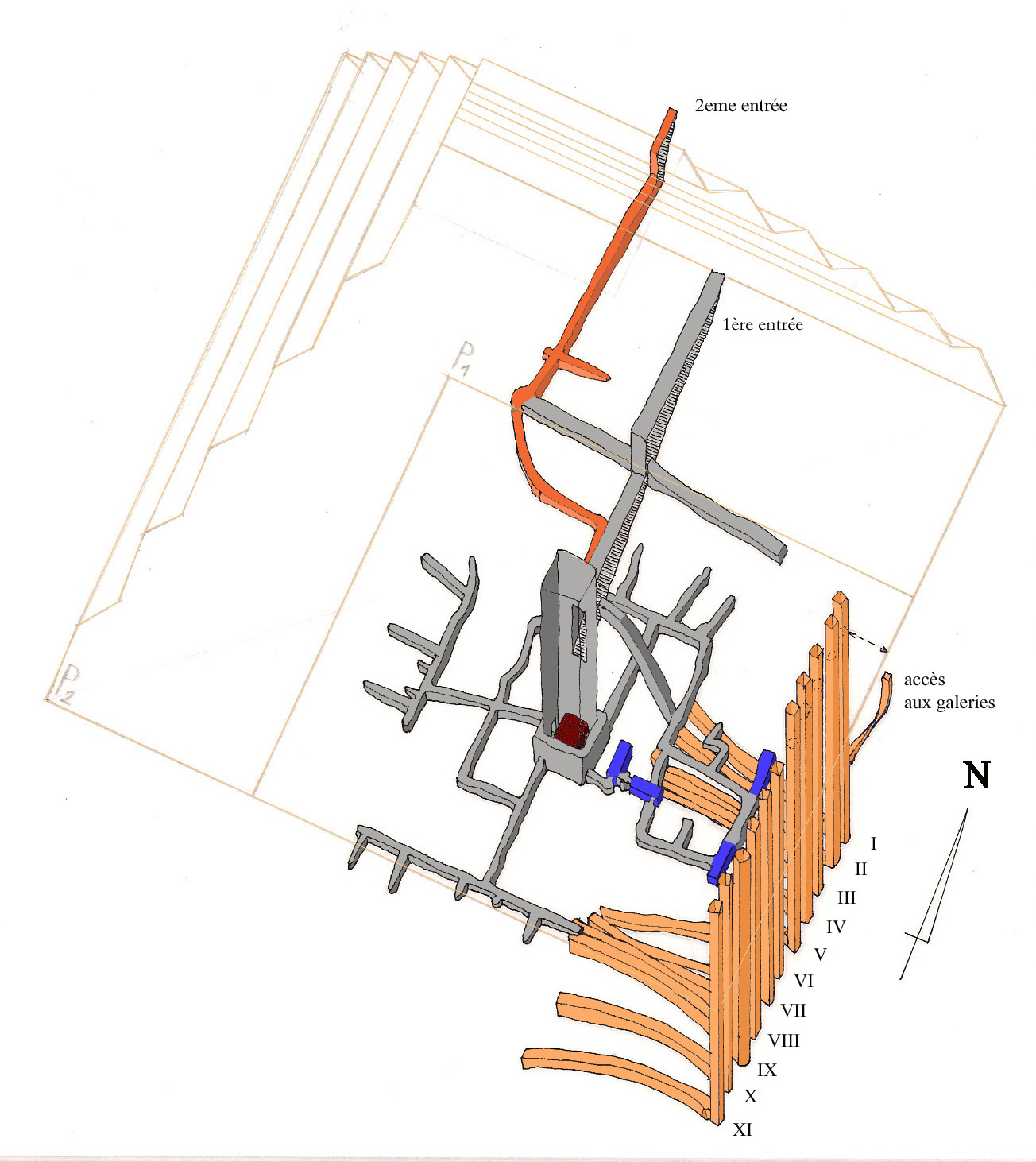
Vue axonométrique des infrastructures (en orange, accès et galerie d'époque tardive)

#### Évolution

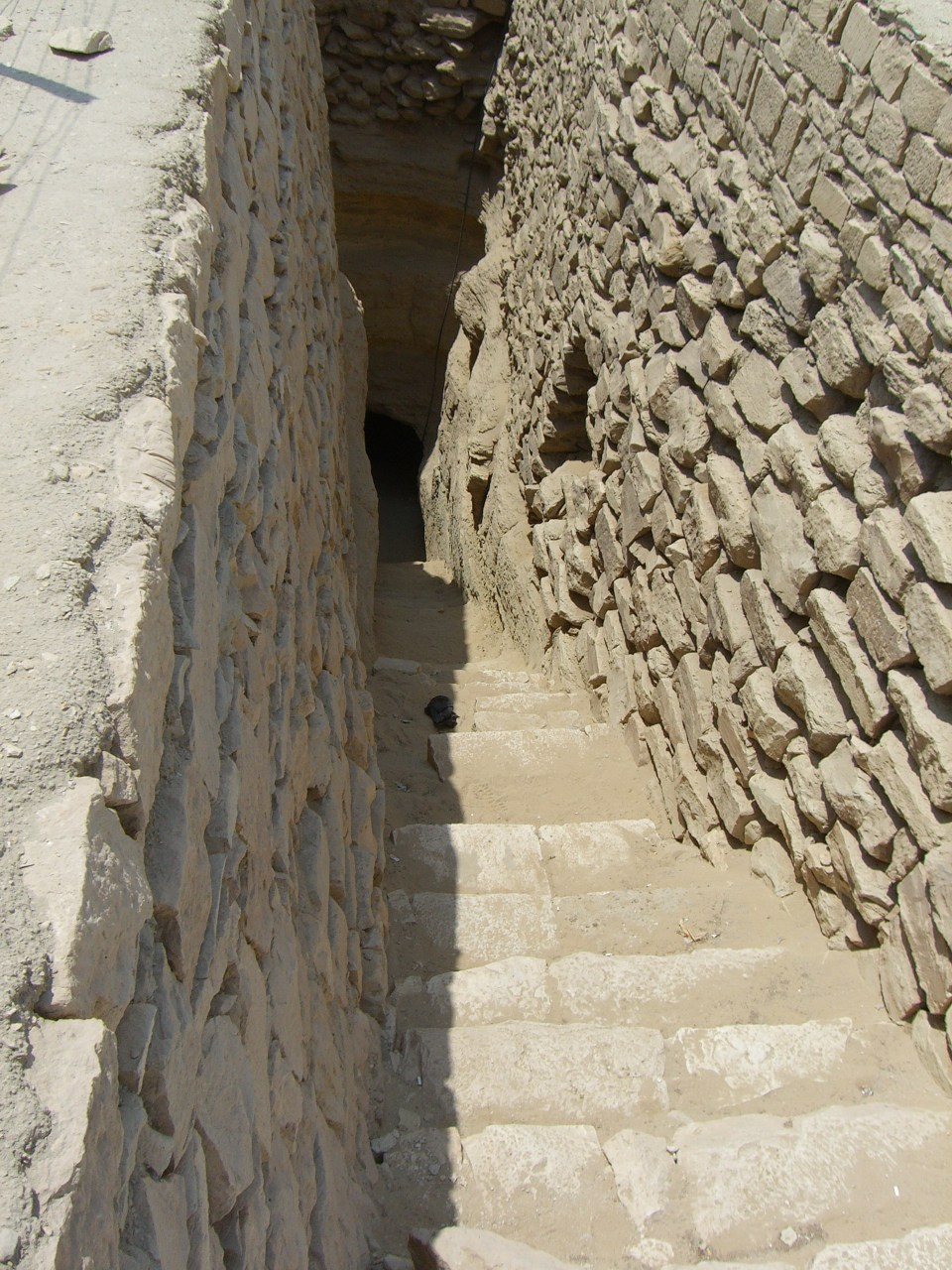
Accès à la descenderie de la cour ouest du temple funéraire (époque tardive).

Il est difficile d'établir un ordre précis quant au déroulement de la conception des souterrains. Le seul fait établi est que les onze puits ont été creusés durant la dernière extension du mastaba M3. La position particulière des onze galeries (les galeries du nord se resserrent ainsi que les galeries du sud) semble montrer que celles-ci ont été conçues de manière à éviter l'espace qu'occupe actuellement le puits central menant au caveau royal. Il reste donc à savoir si celles-ci ont été creusées en même temps que le puits central ou s'il était seulement prévu de creuser le puits à cet endroit bien plus tard.
Quant au puits central et son réseau annexe, une descenderie creusée dans la roche en permettait l'accès depuis les abords de la face nord de la pyramide P2. Jean-Philippe Lauer affirmait que cet accès (1re entrée) fut recouvert par la maçonnerie. Une étude récente l'a démenti en le situant dans le temple mortuaire, aux abords de la face nord du premier gradin de la sépulture (§ Découvertes de la mission lettonne à Saqqarah). Une nouvelle descenderie d'époque inconnue fut mise en chantier parallèlement à l'ancienne mais débouchant cette fois bien au-delà de la face nord de la pyramide P2, au niveau du temple funéraire (2e entrée).

#### Description

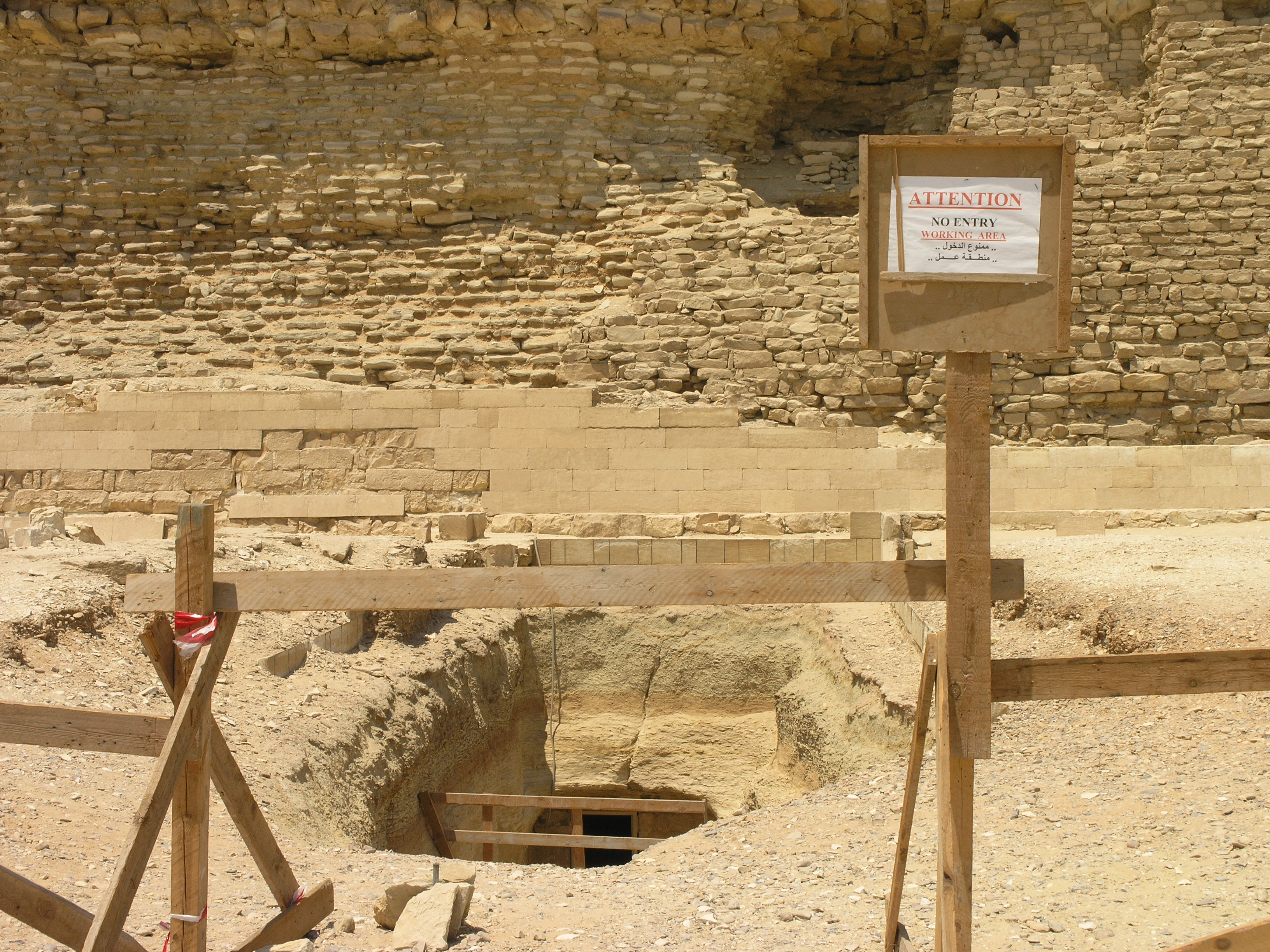
Entrée de la galerie saïte.

La quasi-totalité des appartements funéraires fut explorée au début du XIXe siècle par l'égyptologue allemand Karl Richard Lepsius. Ce dernier atteignit le caveau royal situé au fond d'un puits central de sept mètres de côté et de vingt-huit mètres de profondeur. Le caveau fut entièrement construit en granite rose originellement clos par un bouchon de granite de 3,5 tonnes. Le caveau fut trouvé vide, la pyramide ayant été violée dès la haute Antiquité. Un pied humain trouvé non loin du caveau est attribué à Djéser.
Lepsius découvrit également dans les galeries situées à l'est du caveau, deux chambres dites bleues (en bleu sur la figure) car leurs parois étaient recouvertes de plaquettes en faïence bleue, disposées de manière à imiter les roseaux. On put y voir également trois bas-reliefs de calcaire qui représentent le roi officiant dans des cérémonies religieuses. L'égyptologue allemand en rapporta de nombreux fragments en 1843. Deux autres chambres similaires furent découvertes plus tard par Cecil Mallaby Firth. Il est probable que l'ensemble des galeries fut destiné à accueillir de telles décorations et que l'œuvre resta inachevée.

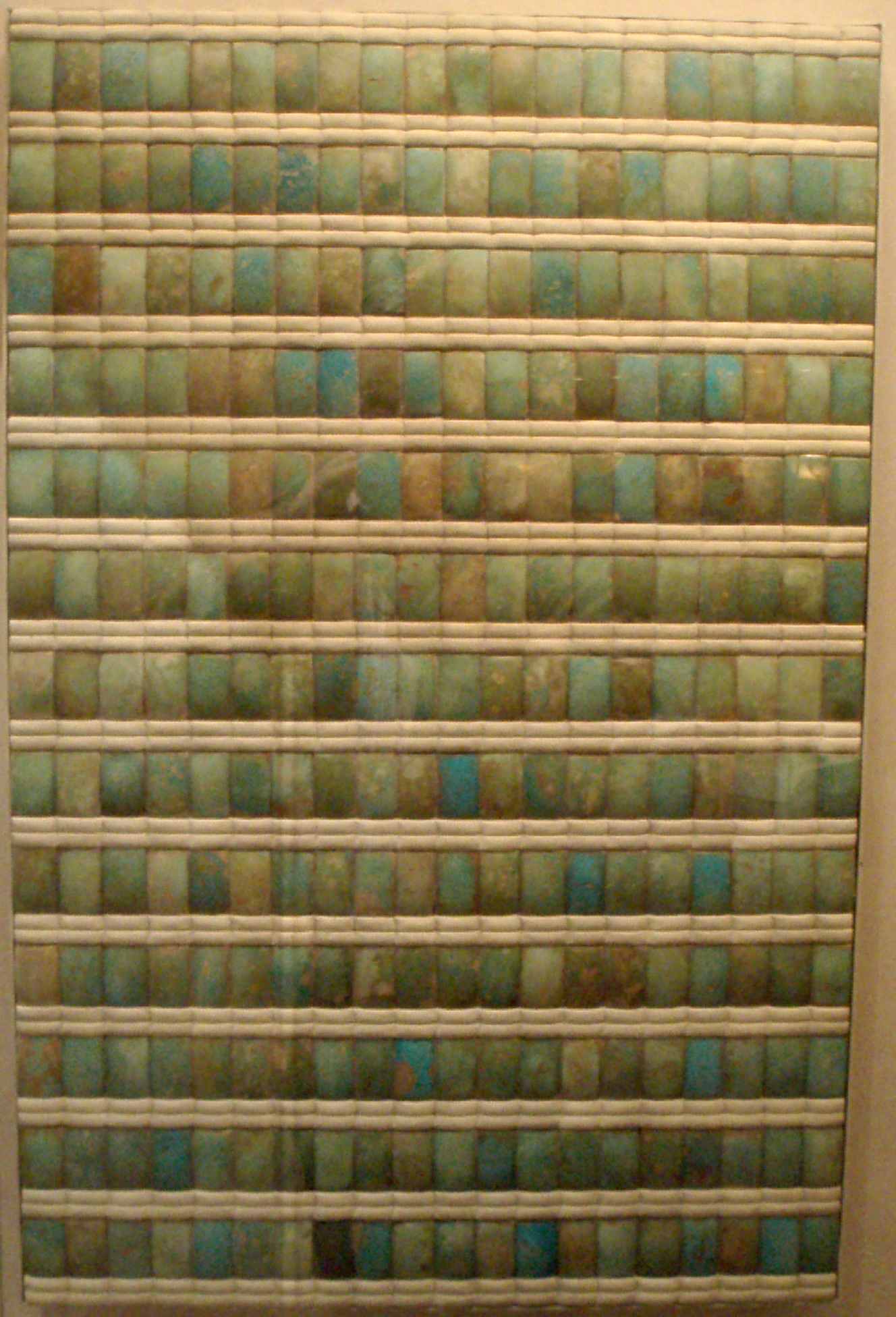
Paroi de plaquettes de faïence bleue conservée aujourd'hui au Metropolitan Museum of Art de New York.

Des onze puits situés sous M3, seuls les cinq premiers à partir du nord (I-V) furent depuis longtemps pillés. Les galeries firent office de sépultures pour des membres de la famille royale. Deux beaux sarcophages d'albâtre sont encore en place et l'un d'eux (celui de la galerie V) contenait encore les restes d'un enfant. Les six autres galeries (VI-XI) furent seulement découvertes au début du XXe siècle et avaient échappé aux pilleurs. Elles contenaient des dizaines de milliers de poteries et de vases en pierre taillée dont une grande partie est maintenant restaurée.

### Les interventions d'époques tardives

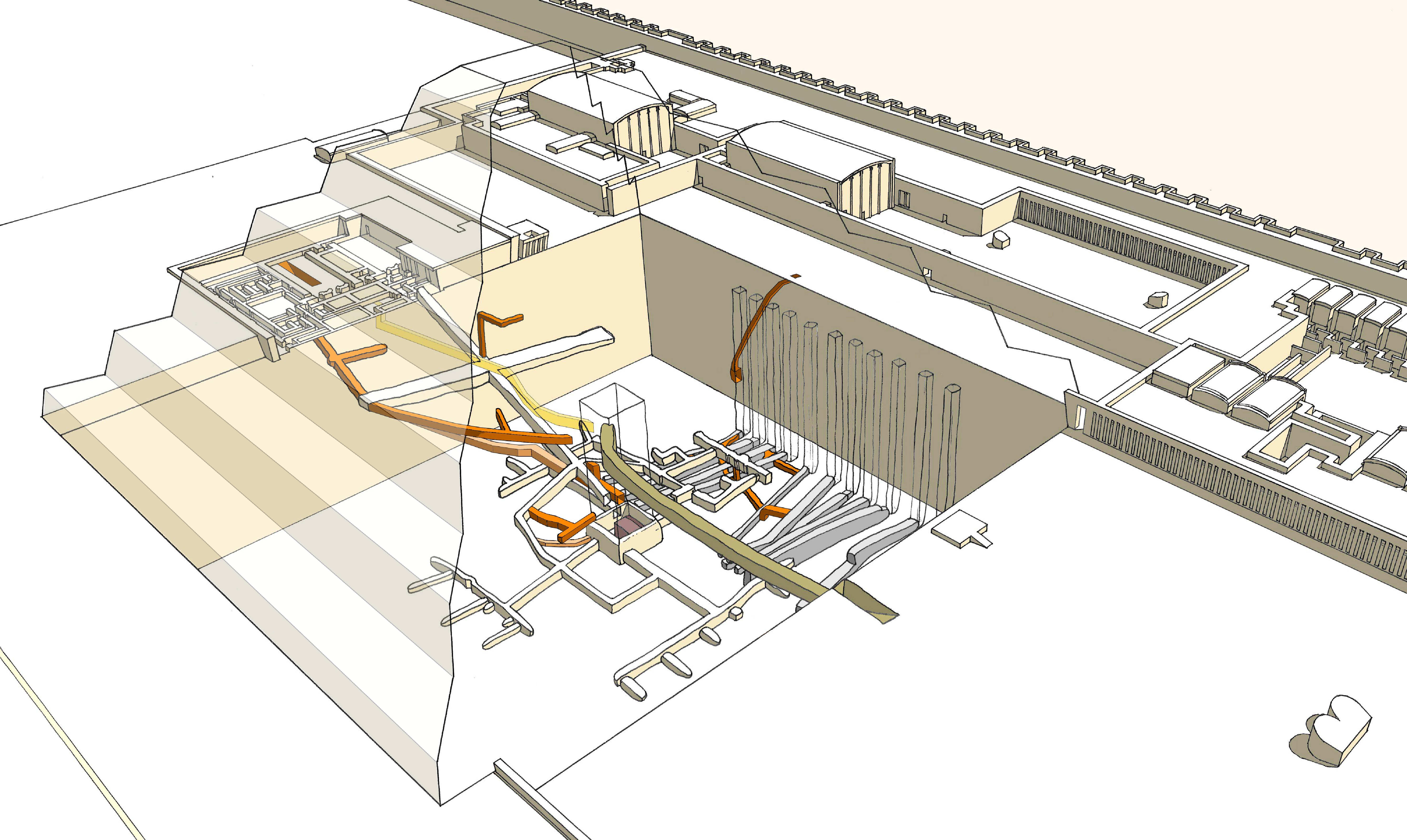
Galeries creusées par les explorateurs et les pilleurs de l'Antiquité.

L'ensemble funéraire de Djéser connut un regain d'intérêt durant la dynastie saïte, comme en témoignent les nombreuses traces d'interventions datant de cette époque. Une grande galerie, dite la « galerie saïte », fut aménagée sous la base de la pyramide afin de consolider le plafond du puits funéraire menaçant déjà de s'effondrer,. Le puits, dès lors complètement évidé, fut relié par sa partie supérieure à une descenderie située dans la cour sud, près de la pyramide. La base de la superstructure était visible en haut du puits et des blocs de la maçonnerie furent ôtés afin de composer une voûte et ainsi stabiliser l'édifice.
Une seconde galerie, faisant face à la galerie saïte, est accessible dans le temple mortuaire. Récemment encore, il semblait que celle-ci était de la même époque que la précédente. Or, des fouilles récentes ont démontré qu'elle était l'œuvre des Romains et qu'elle permit la manœuvre des immenses poutres de la charpente renforçant la voûte saïte (§ Découvertes de la mission lettonne à Saqqarah).
Ces interventions architecturales sont les signes d'un regain d'intérêt et d'un grand respect pour les œuvres de l'Ancien Empire. Cependant, des sapes pratiquées dans l'ensemble du réseau témoignent également de la recherche de galeries et de chambres cachées, signe d'une importante activité de pillage.

## Les constructions annexes

### Le grand fossé

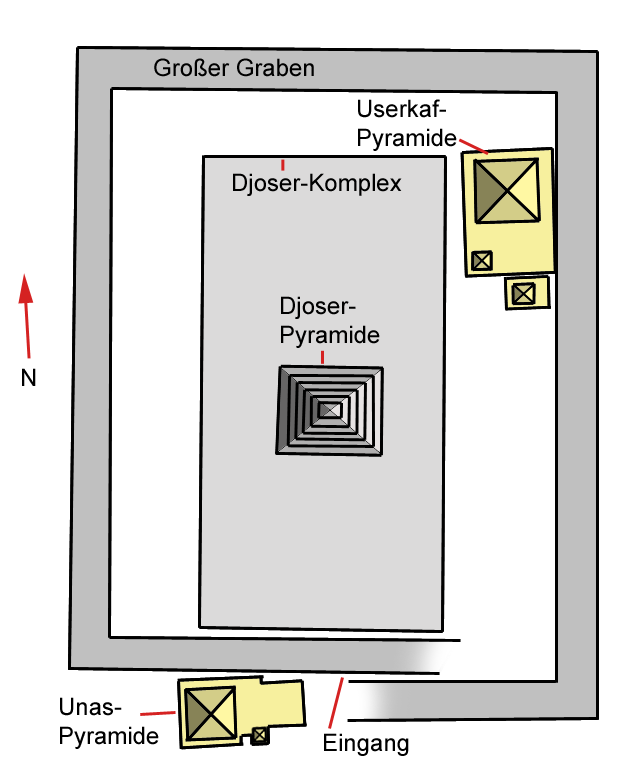
Grand fossé entourant le complexe de Djéser (sont représentés en jaune les monuments de la).

L'ensemble du complexe funéraire de Djéser est ceint d'un fossé large de quarante mètres et long du nord au sud de plus de 750 mètres. À l'heure actuelle, les fouilles n'ont pu le dégager que sur une profondeur de cinq mètres, sans avoir pu déterminer la profondeur totale. La fonction symbolique de cet élément défensif est encore inconnue (fossé bordant la forteresse figurée par le mur d'enceinte ?).
Jean-Philippe Lauer émit l'hypothèse que cette tranchée figurait le canal bordant le palais de Memphis, palais dont la façade aurait inspiré le mur d'enceinte de Djéser. Mais Nabil Swelim pense qu'il s'agit plutôt d'une nécropole des nobles dont les esprits devaient servir leur souverain Djéser dans l'au-delà. Par ailleurs, selon Miroslav Verner, il est fort probable qu'elle représente l'une des carrières d'où furent extraits les matériaux nécessaires à la construction du complexe funéraire, carrière utilisée et adaptée ensuite à des fins architecturales. Selim Hassan dégagea le mur du versant intérieur du fossé, au sud du complexe et découvrit de nombreuses niches. Par ailleurs, les découvertes récentes effectuées par Bruno Deslandes, directeur de la mission lettonne à Saqqarah, ont mis au jour des accès aux galeries de la grande pyramide, dissimulées dans l'escarpe du fossé, sur le côté est du complexe (§ Découvertes de la mission lettonne à Saqqarah).
La présence d'importants monuments de la Ve dynastie (pyramide d'Ouserkaf et pyramide d'Ounas) aux abords du fossé semblent démontrer que celui-ci était déjà largement comblé à cette époque.

### L'enceinte, l'entrée principale et la colonnade

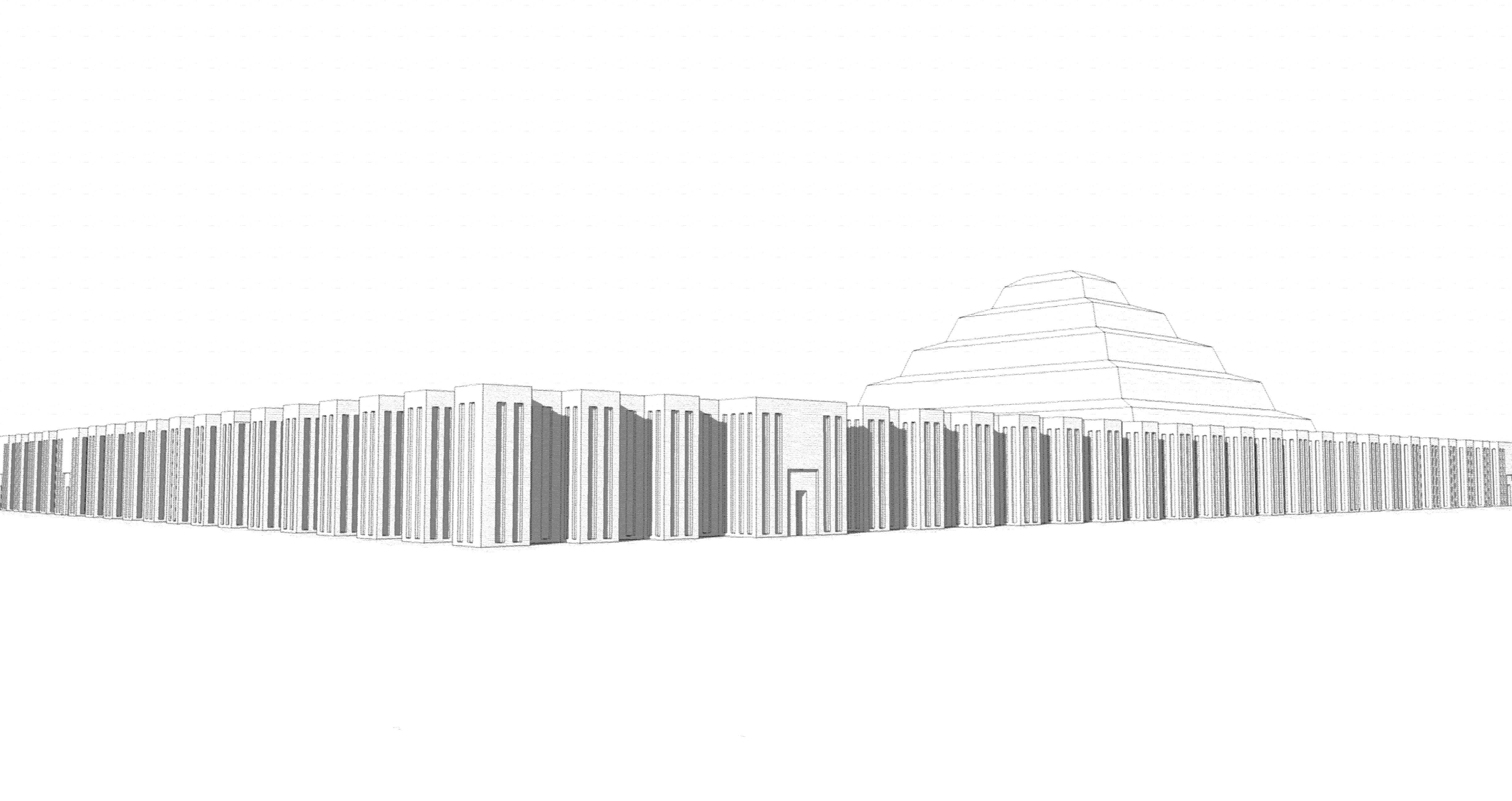
Vue de l'enceinte à redans du complexe funéraire de Djéser.

Il est depuis longtemps admis que la sépulture connut de nombreux développements. Mais l'enceinte fut également modifiée et agrandie. Son plan rectangulaire initial couvrait une aire de 240 × 400 mètres. Finalement, l'enceinte à redans, d'une hauteur originelle de 10,50 mètres (vingt coudées), s'étendait du nord au sud sur 544 mètres et de l'est à l'ouest sur 277 mètres, couvrant ainsi une surface totale de quinze hectares. Celle-ci ne comportait pas moins de 211 bastions régulièrement répartis sur tout son périmètre. Le mur d'enceinte supportait également un chemin de ronde sur tout son périmètre.
Cette disposition et l'ornementation par panneaux des faces extérieures du mur rappellent de très près les tombeaux de la période thinite. Les dimensions des pierres employées ici sont d'ailleurs pour la plupart approximativement les mêmes que les briques employées en maçonnerie durant la IIIe dynastie,. L'architecte Imhotep a donc fait figer dans la pierre les façades faites de briques et de bois qu'arboraient les palais royaux de son époque.
Lauer, pour sa part, resta persuadé que le mur d'enceinte figurait plus particulièrement les « Murs Blancs » de Memphis dont la cité se situait à l'est de Saqqarah. Bien qu'en vérité, aucun élément archéologique ni aucune source textuelle ne puisse donner une quelconque indication formelle sur leur apparence.
La muraille comportait une seule entrée située près de l'angle sud-est, et quatorze fausses portes. Ces simulacres de portes à deux vantaux fermés étaient répartis autour de l'enceinte de manière irrégulière. Leur signification est mystérieuse. Lauer y vit la représentation fidèle des différentes portes de la cité de Memphis. Pourtant, le nombre quatorze semble posséder une signification toute particulière en Égypte ancienne. En effet, le dieu solaire Rê possédait quatorze kas correspondant aux différents aspects de sa personnalité. Selon le mythe d'Osiris, ce dieu fut découpé par Seth en quatorze morceaux et ces restes furent ensevelis dans quatorze lieux différents du pays. Ces éléments sont suffisants pour imaginer que le nombre de fausses portes choisi ne fut pas fortuit et qu'il devait symboliser l'un ou l'autre des aspects exposés ci-dessus.
L'entrée principale, un passage étroit d'un mètre, donnait accès à un long corridor. Les murs latéraux de celui-ci étaient ornés de vingt fausses colonnes fasciculées imitant des rondins, disposées en saillie aux murs et hautes de 6,60 mètres. Il ne s'agit donc pas encore de véritables colonnes proprement dites. Mais, l'imitation de la nature par l'usage de la pierre inspira plus tard la création de piliers indépendants qui permit de couvrir des aires plus vastes.

La base d'une statue de Djéser fut découverte au sud de cette colonnade. Celle-ci comporte les attributions d'Imhotep : 
« Le chancelier du roi de Haute et de Basse-Égypte, l'administrateur du palais, le noble héréditaire, le grand prêtre d'Héliopolis, constructeur, sculpteur et « fabricant de vases ». »

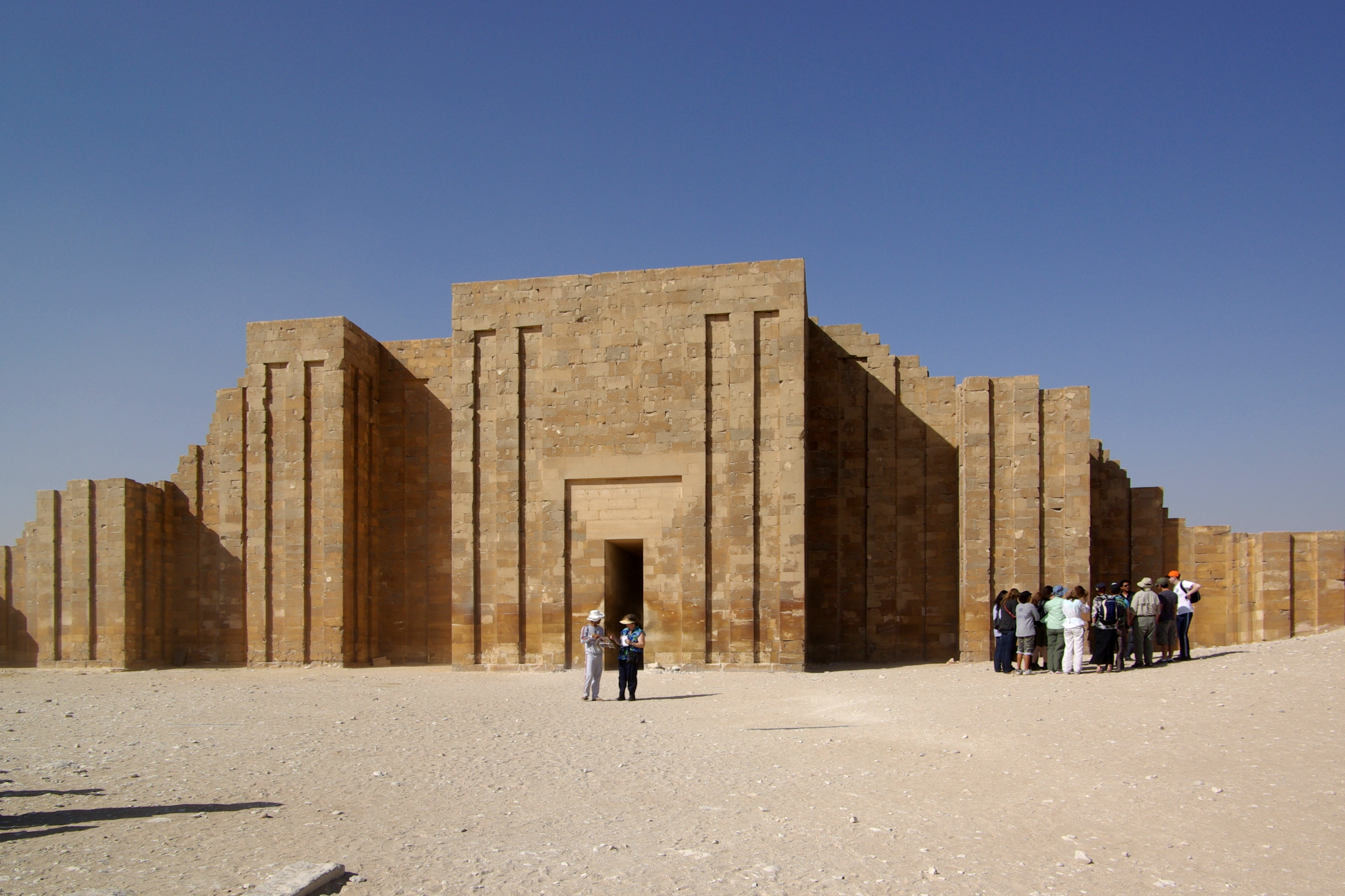
Entrée au sud-est de l'enceinte.
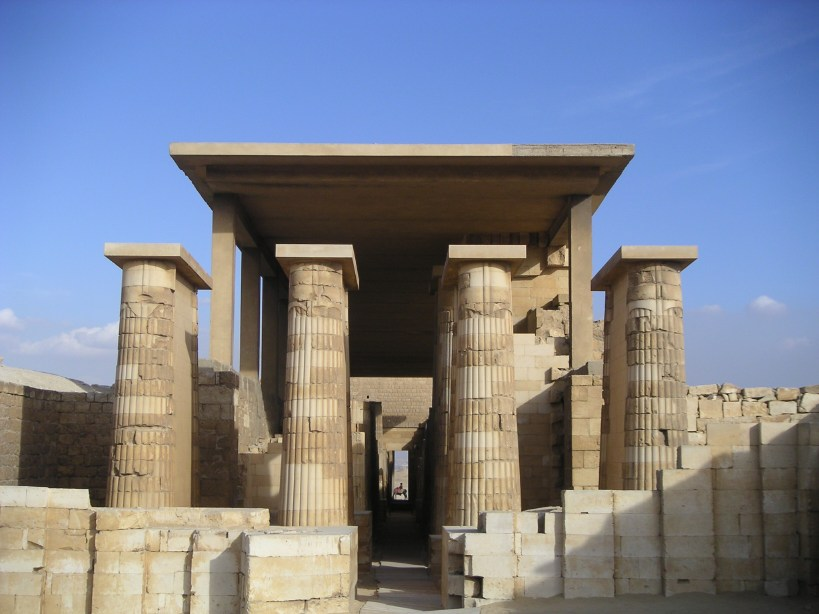
Colonnes du corridor vues de la cour sud.
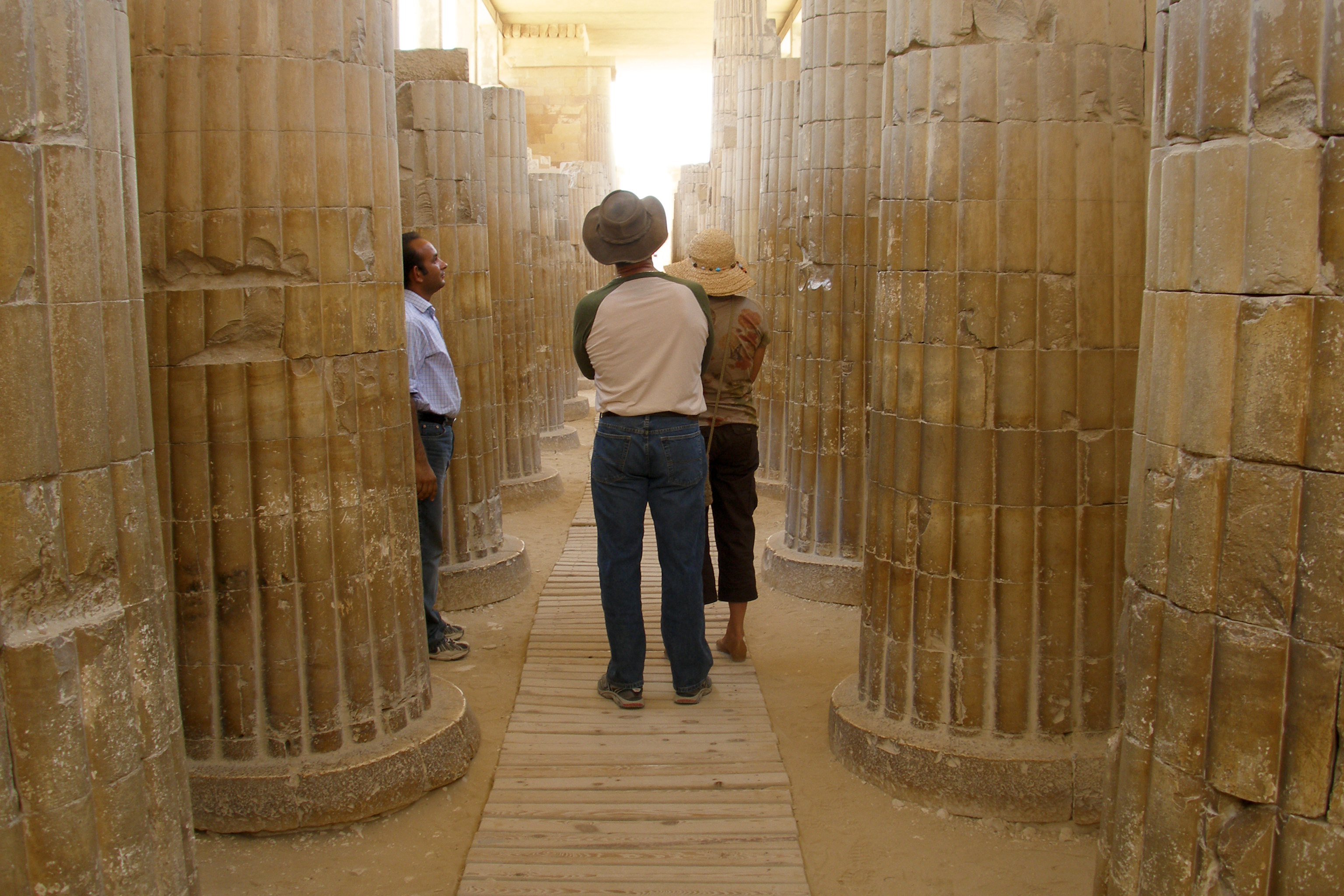
Corridor à colonnade.
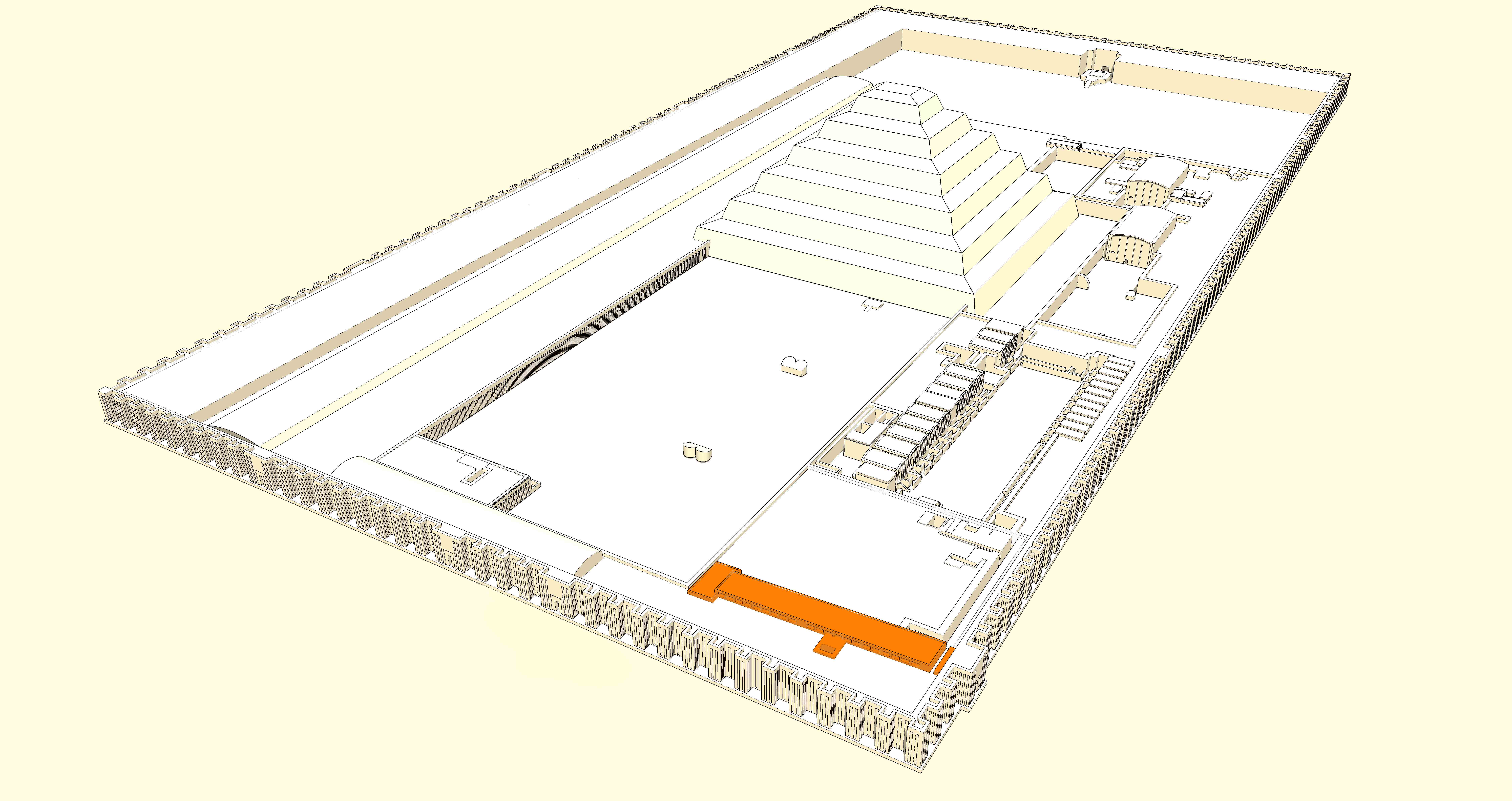
Positions de l'entrée principale et de la colonnade.

### La grande cour sud et la tombe sud

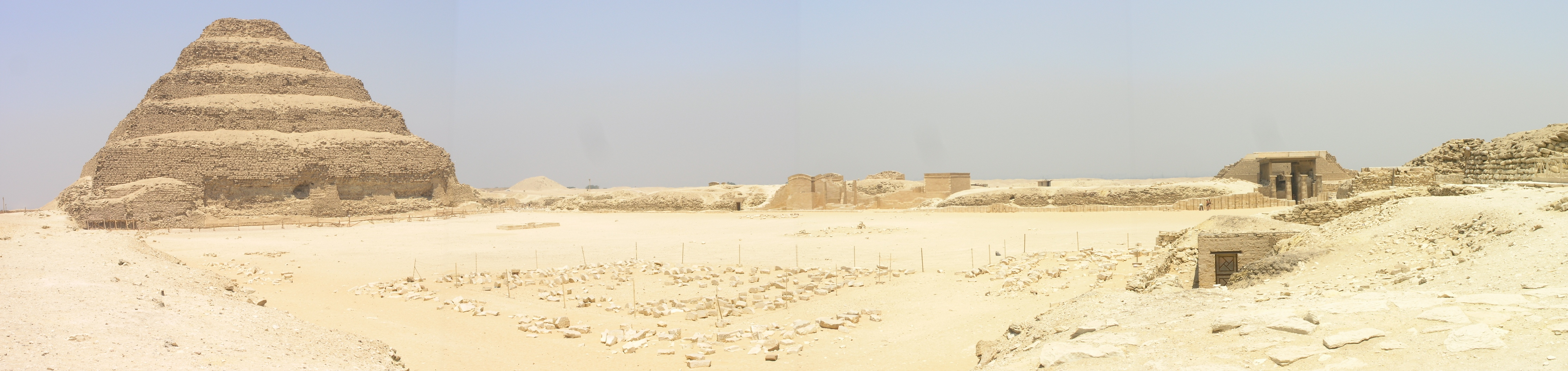
Panorama de la grande cour sud (à droite, l'entrée de la colonnade).

Le hall d'entrée (la colonnade) débouche sur la grande cour sud. Elle est entourée de murs avec imitations de redans et ses dimensions sont de 174,75 × 107,60 mètres. On y trouve les vestiges d'un autel de 7,40 × 7 mètres accolé à la face sud de la pyramide à degrés. Celui-ci est précédé d'un petit caveau de 1,60 × 0,90 mètre trouvé vide. Deux édifices en forme de 'B', de onze mètres de long et séparés de cinquante-cinq mètres, prennent place au centre de la cour. Leurs fonctions (peut-être des autels) sont sans doute liées aux rites du Heb-Sed.
On peut accéder à un petit temple funéraire situé dans l'angle sud-ouest de la grande cour. Ses murs à redans sont couronnés de remarquables cobras sculptés. Ce petit temple présente sur l'extrémité sud de sa toiture un accès à la descenderie menant au tombeau sud, sépulture dont le plan des souterrains suit le modèle des infrastructures de la pyramide à degrés. Cette tombe était surmontée d'une longue superstructure au toit bombé, semblable au grand massif de l'ouest. Les souterrains qui étaient accessibles à l'extrémité ouest de cet édifice existent toujours. Une longue descenderie, aujourd'hui à ciel ouvert, s'enfonce vers l'est jusqu'à un caveau de granite, trop petit pour avoir contenu une quelconque dépouille humaine. Placé au fond d'un puits profond de vingt-huit mètres, sa mise en œuvre fut identique à celui de la pyramide de Djéser. Au-delà du caveau se situent les appartements souterrains ainsi que trois magasins. Certaines pièces, dites les « chambres bleues », étaient ornées de panneaux de faïence bleue et identiques à celles se situant sous la pyramide. Un autre magasin fut aménagé parallèlement à la descenderie décrite ci-dessus, et dans lequel furent retrouvés des brancards, des planches ainsi que des jarres ayant contenu divers breuvages (bière, lait ou huile).
La signification de ce simulacre, situé à l'extrémité sud du complexe funéraire, est encore l'objet de nombreux débats. Jean-Philippe Lauer y vit une tombe destinée à recevoir les organes du pharaon, annonçant ainsi les dépôts à canopes. Ali Mahmoud Radwan opte pour la tombe du ka royal, d'autres encore pour le pendant de la tombe d'Abydos, dont la tradition jusqu'alors imposait aux souverains d'y faire édifier une seconde sépulture. Il est enfin possible que cette structure annonce la pyramide satellite située au sud des complexes pyramidaux de la IVe dynastie.

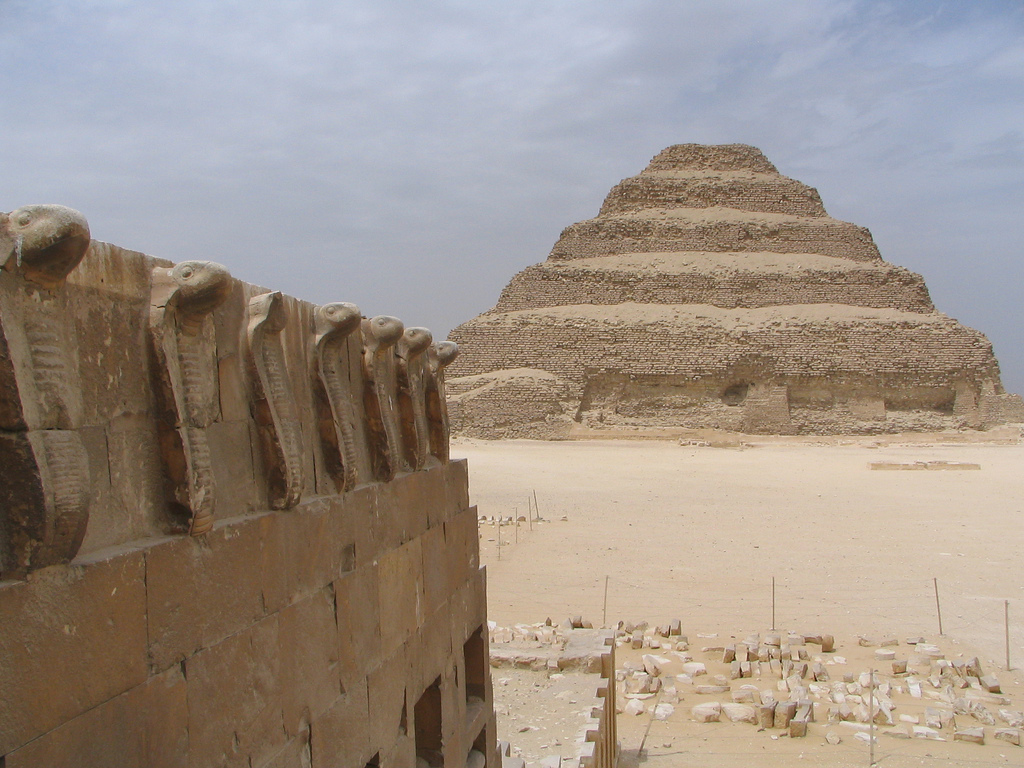
Le mur aux cobras de la cour sud.
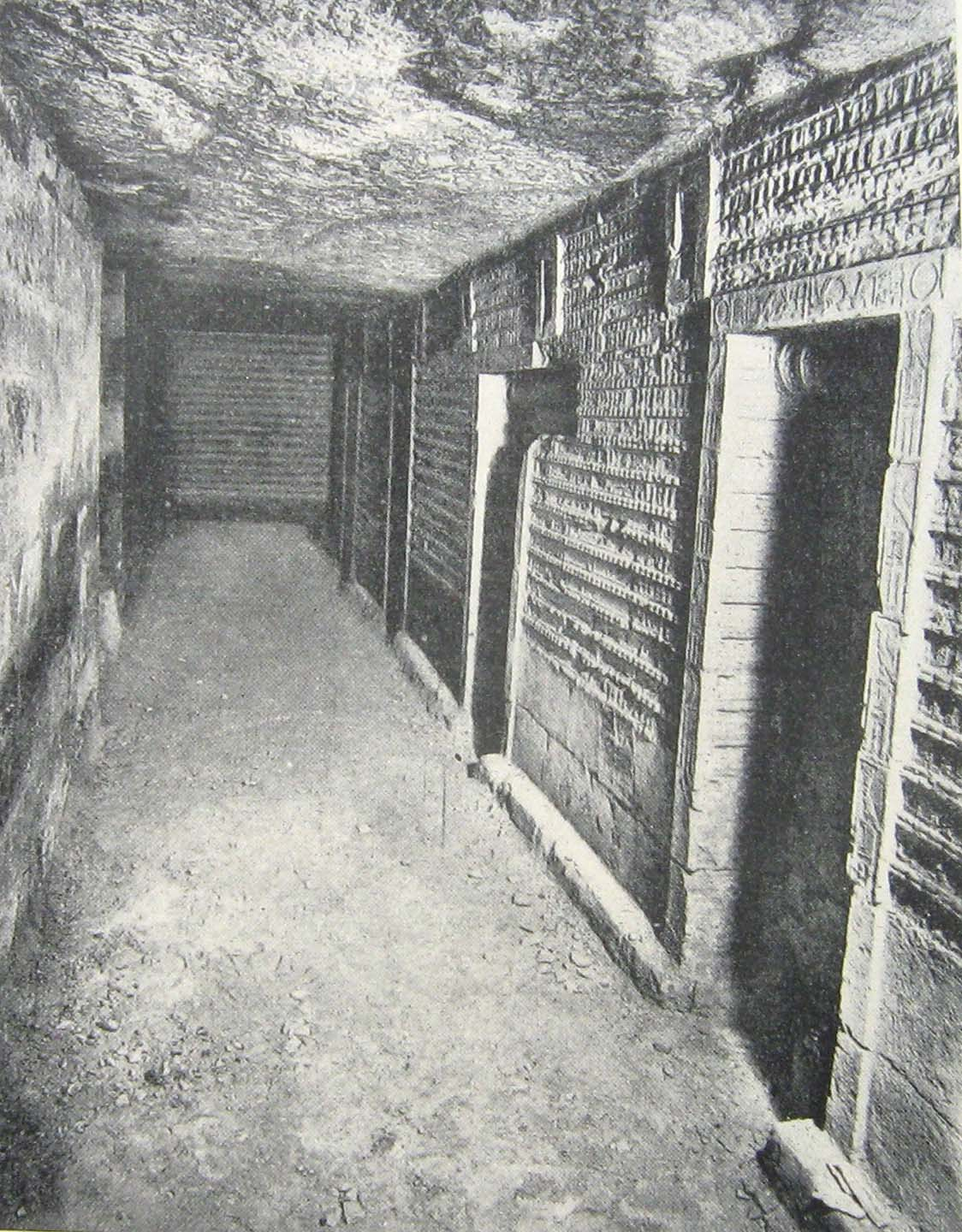
Chambres bleues de la tombe sud.
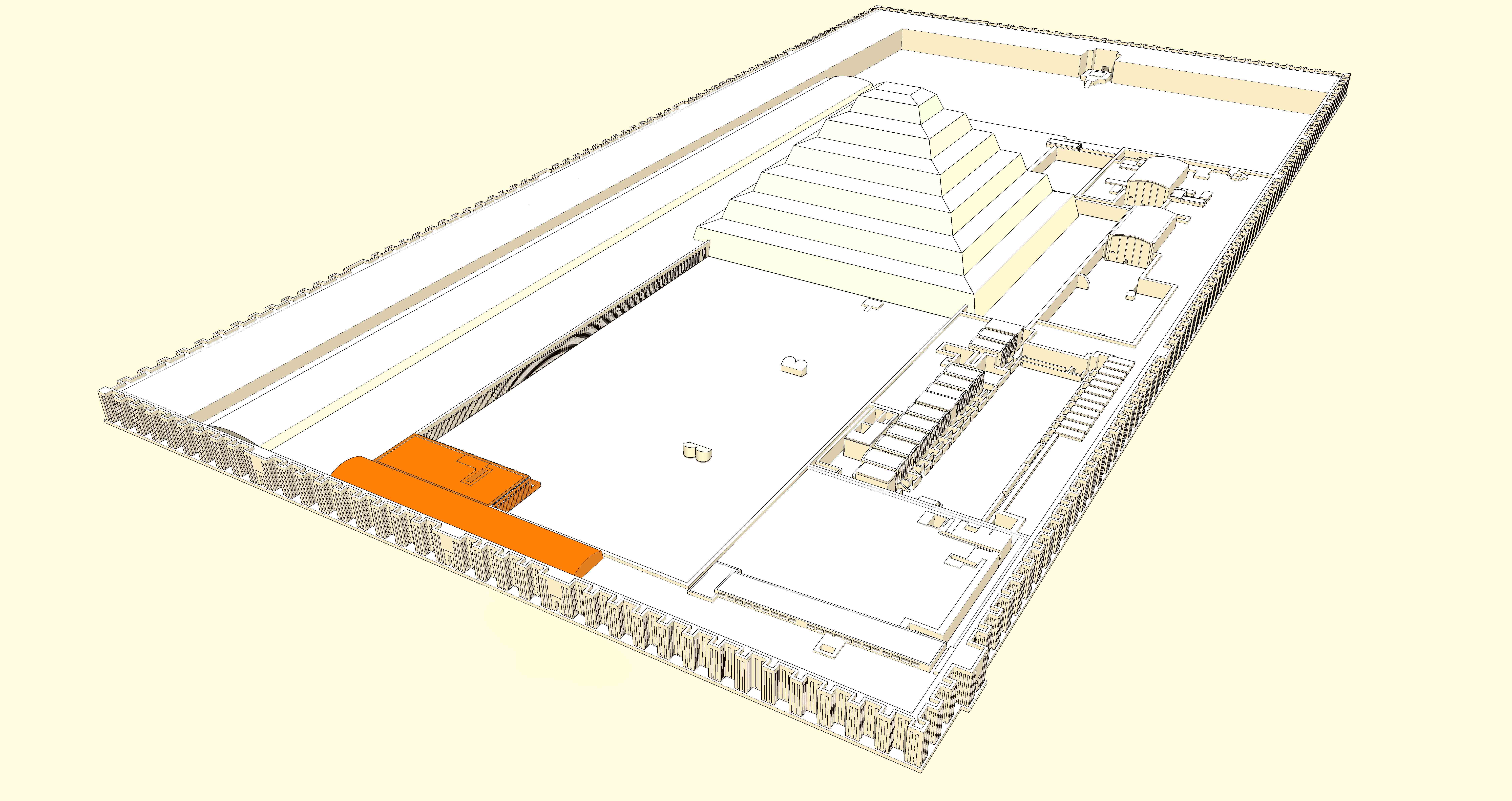
Position de la tombe sud.
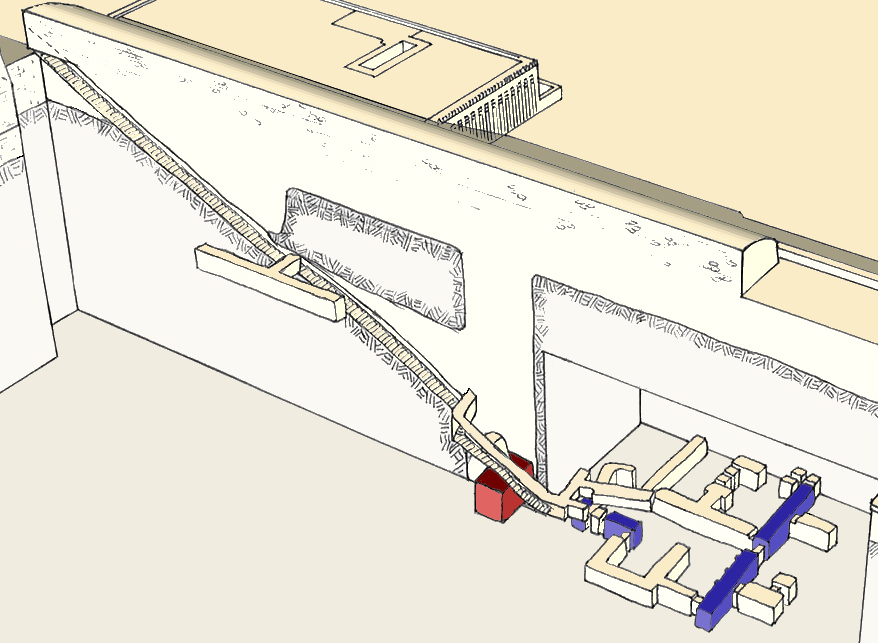
Détails des infrastructures de la tombe sud (en bleu, les chambres ; en rouge, le caveau).

### Les chapelles de la fête-Sed et le «temple T»

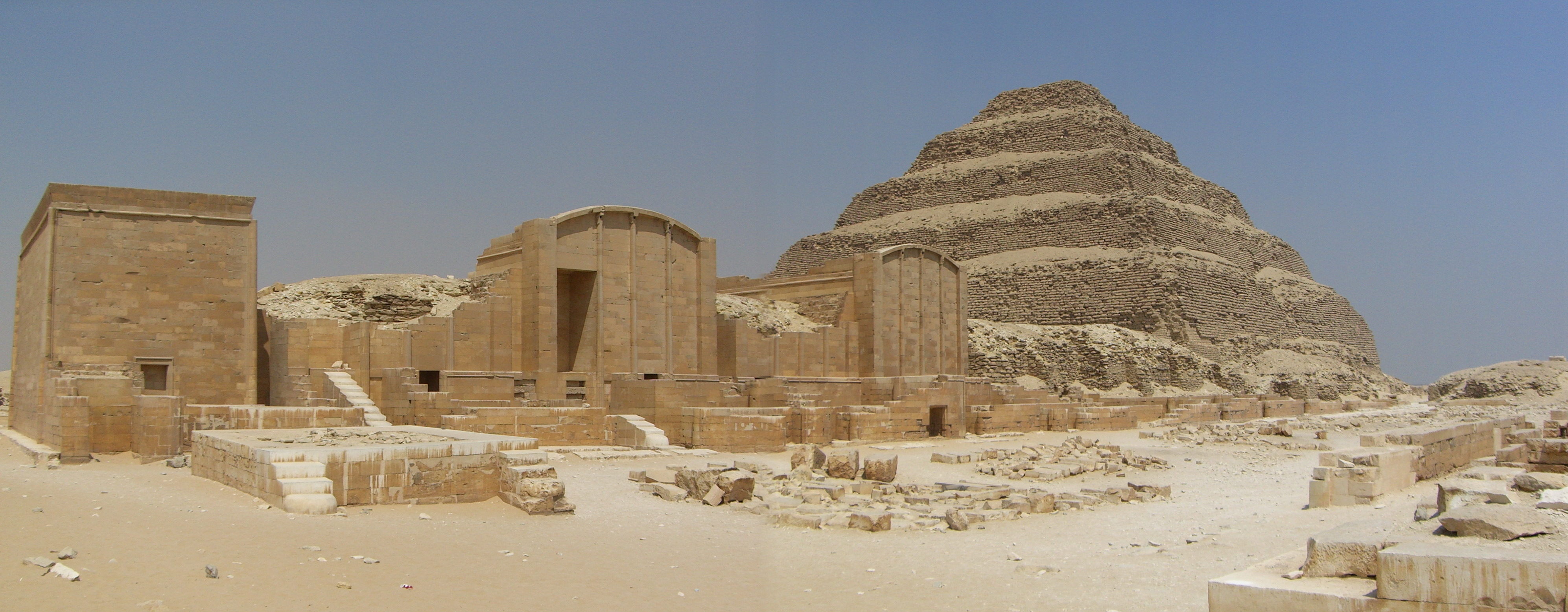
Chapelles disposées à l'ouest de la cour du Heb-Sed.

Cet ensemble de constructions factices et symboliques devait permettre au ka du roi de célébrer périodiquement le Heb-Sed après sa mort.
Il se compose de trois parties distinctes :
- La cour du Heb-Sed ;
- Le « temple T », situé à l'est de la cour ;
- Le massif situé au sud de la cour et contenant galeries et lieux d'offrandes.

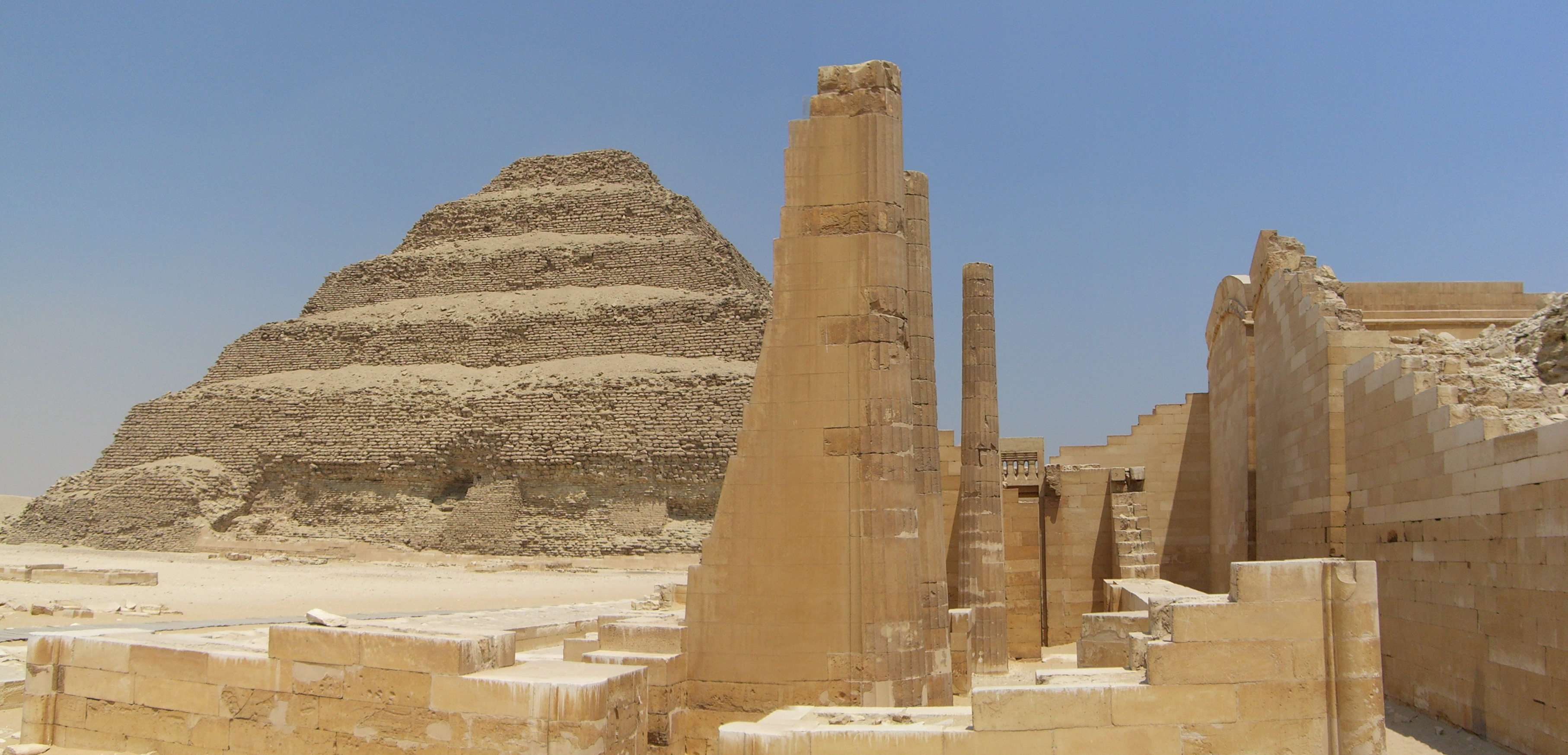
Ruines du « temple T ».

La cour du Heb-Sed est bordée par une succession de chapelles, d'un type différent selon qu'elles se situent à l'est ou à l'ouest. Celles de l'est étaient d'une conception sobre tandis que celles de l'ouest présentaient des motifs sculptés dans la pierre afin d'imiter végétaux et pièces de menuiserie (colonnes et feuilles cannelées, pannes de bois). Chacune d'entre elles était dotée d'une niche à offrande. Trois de ces chapelles dénuées de ces éléments décoratifs, possédaient une toiture plate et semblaient, de par une certaine parenté architecturale, avoir un rôle similaire à celui du « temple T ».
Il s'agirait selon Jean-Philippe Lauer des chapelles associées aux principales divinités égyptiennes de Haute et Basse-Égypte.
Le « temple T » est situé à l'est entre les chapelles du Heb-Sed et la grande cour sud. Celui-ci se composait d'une antichambre, de trois cours intérieures, et d'une salle de plan carré dite « le sanctuaire des Djedou » car ornée de piliers Djed sur son pourtour. Selon Cecil Mallaby Firth, le temple parfois dénommé « pavillon du roi », devait permettre au pharaon de changer ses attributs entre les rites liés à la Heb-Sed.

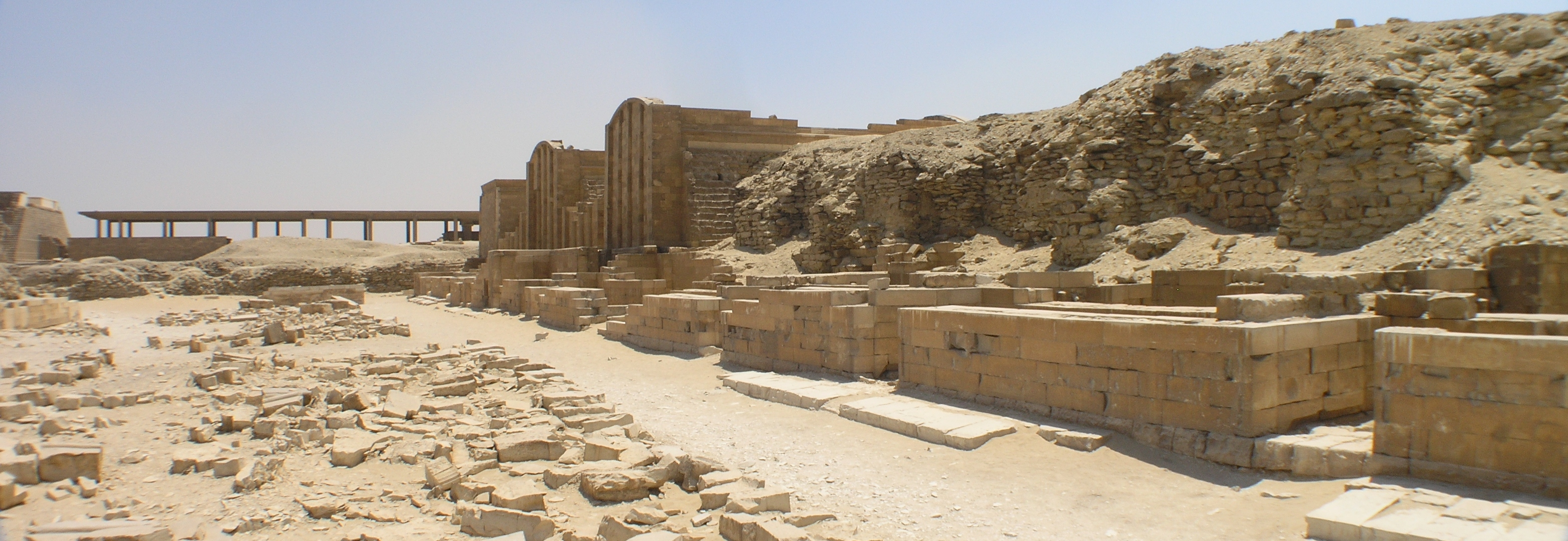
Chapelles disposées à l'ouest, vues en direction du sud-ouest.
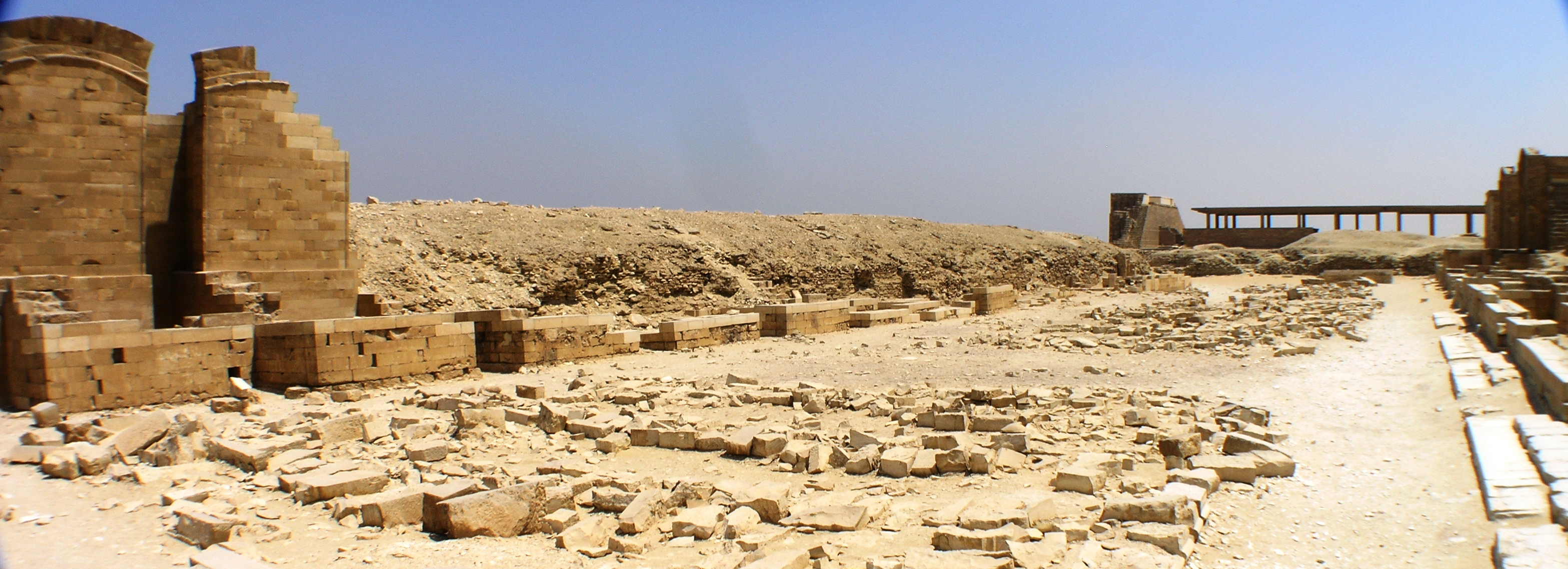
Chapelles disposées à l'est, vues en direction du sud-est.
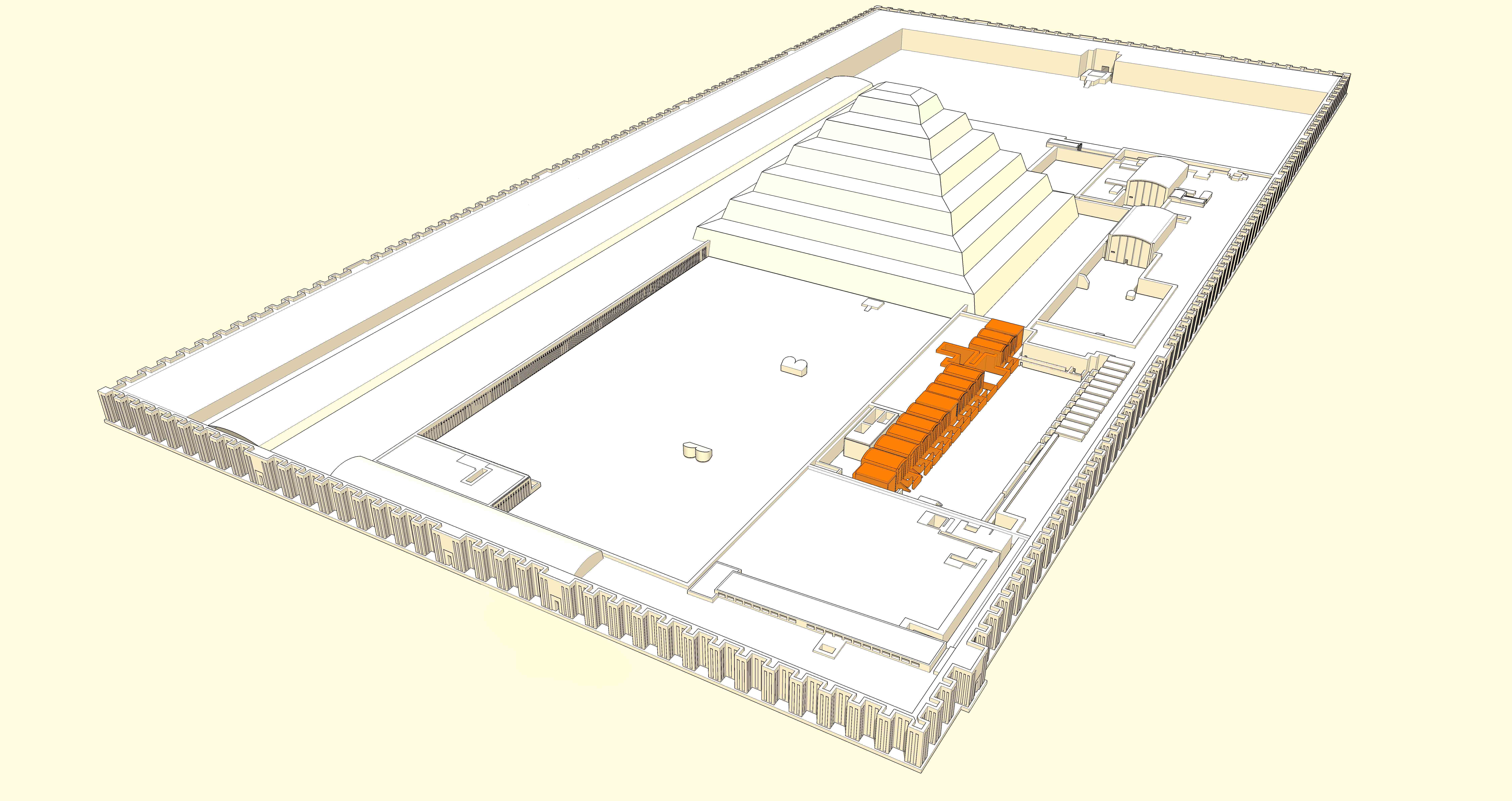
Position des chapelles de la fête Sed.
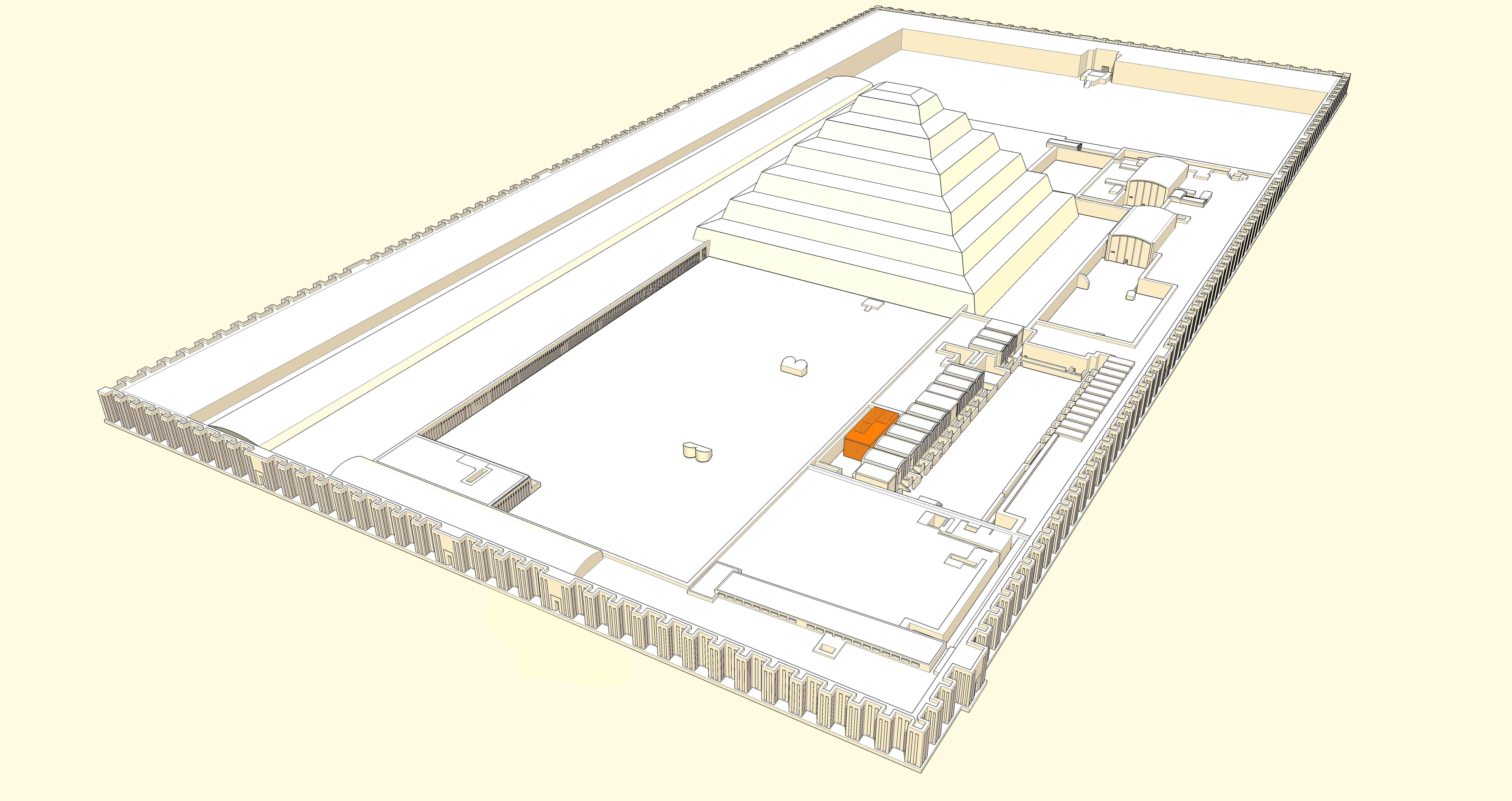
Position du « temple T ».

### Les deux pavillons (ou maisons sud et nord)

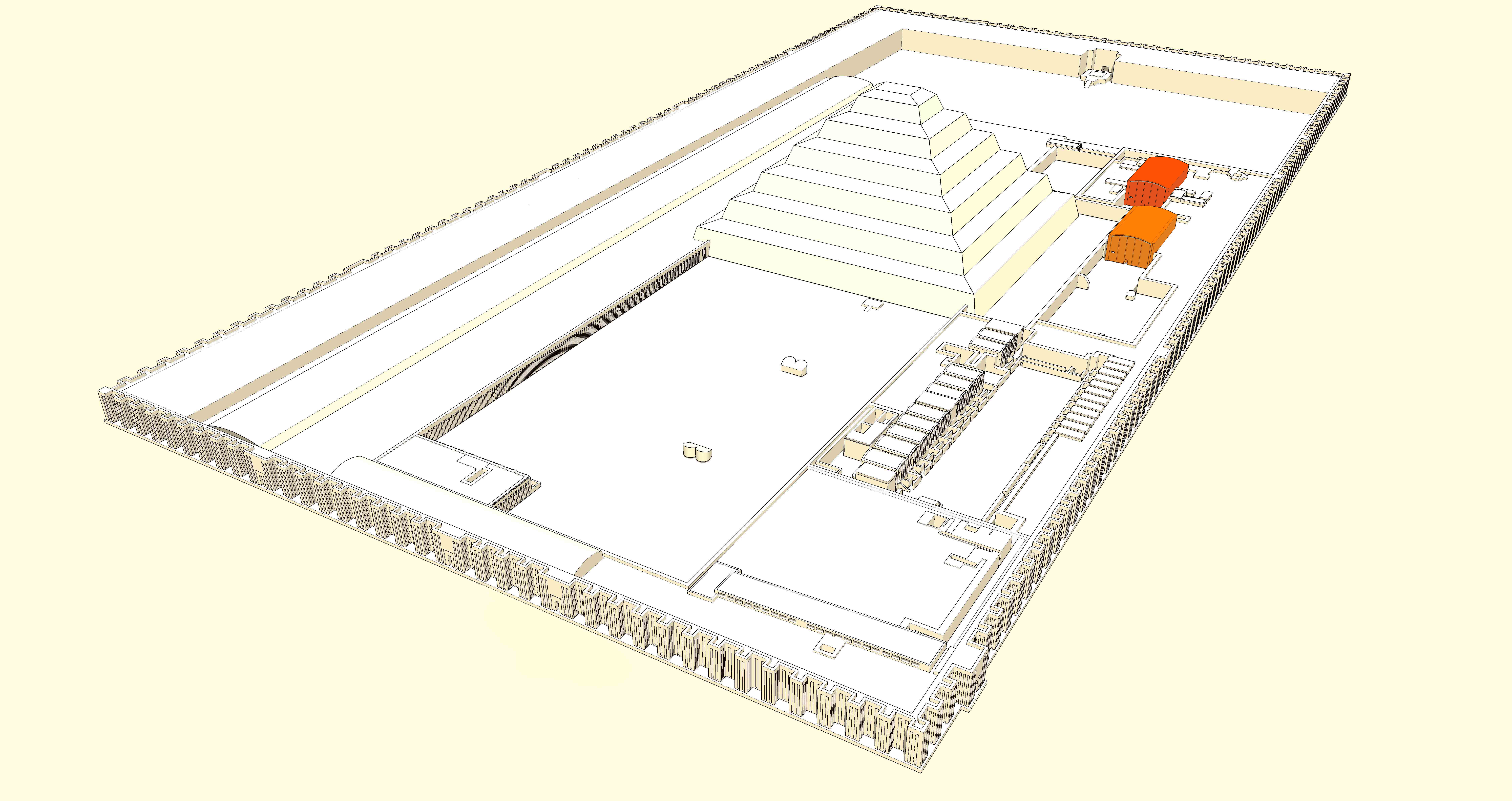
Emplacements des pavillons nord et sud.

Ces deux édifices figurent dans la liste de Lepsius sous les numéros 33 et 34.
La maison du sud a pu être reconstituée par Lauer. Son aspect était celui d'une structure de bois supportant une toiture arquée. La façade, à l'instar des chapelles du Heb-Sed, possédait des colonnes engagées peintes en rouge dont les chapiteaux imitaient des feuilles retombantes. Une chapelle de plan en forme de L fut aménagée dans le pavillon. Des graffitis de visiteurs des XVIIIe et XIXe dynasties figurent encore sur les murs de ces bâtiments.

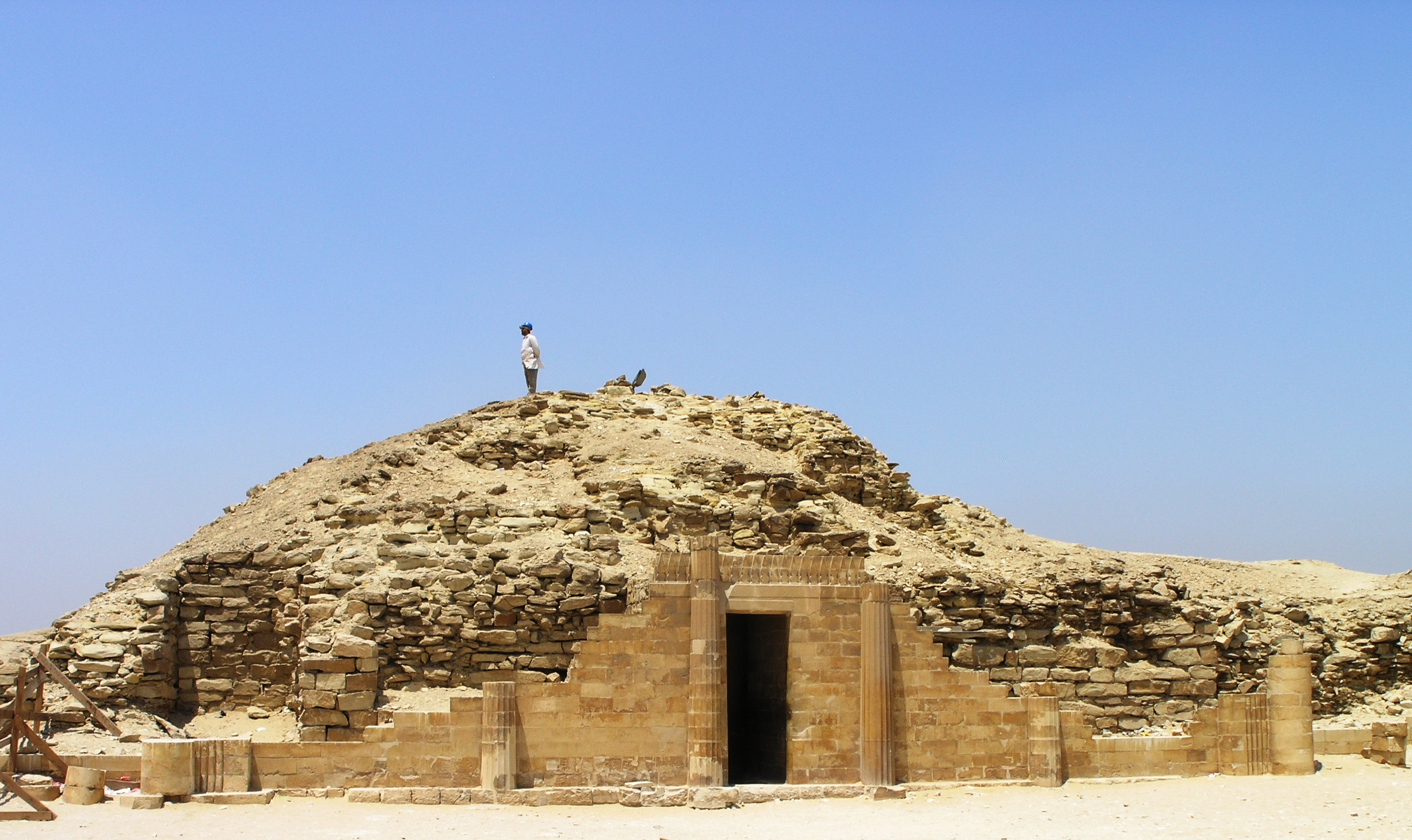
Façade du pavillon sud.

La signification religieuse de ces deux pavillons n'est pas encore définie avec certitude. Lauer y vit les maisons de Haute et Basse-Égypte dans lesquelles le ka du souverain pouvait recevoir ses sujets. L'une des premières hypothèses de Lauer fut qu'elles n'étaient autre que les tombeaux des deux princesses Hétephernebty et Initkaes dont les noms furent découverts aux alentours immédiats. Cette hypothèse fut rejetée ensuite, faute de preuves suffisantes. Elle pourrait être remise au jour par la mission lettonne qui a récemment révélé des puits et des galeries souterraines situées près de chacun de ces pavillons (voir § Découvertes de la mission lettonne à Saqqarah).

### Le temple funéraire et le serdab
Les ruines du temple funéraire sont accolées à la face nord de la pyramide à degrés. Son entrée se situait sur le mur oriental. Un long couloir contournait le temple par le nord jusque son côté occidental. Il permettait l'accès à une antichambre puis à deux chambres d'ablutions sans doute réservées au culte funéraire royal, l'une pour la Haute, l'autre pour la Basse-Égypte. On pouvait également accéder à deux cours dont la plus occidentale présentait un accès à la deuxième descenderie de la pyramide, déblayée en 1924 par Cecil Mallaby Firth.

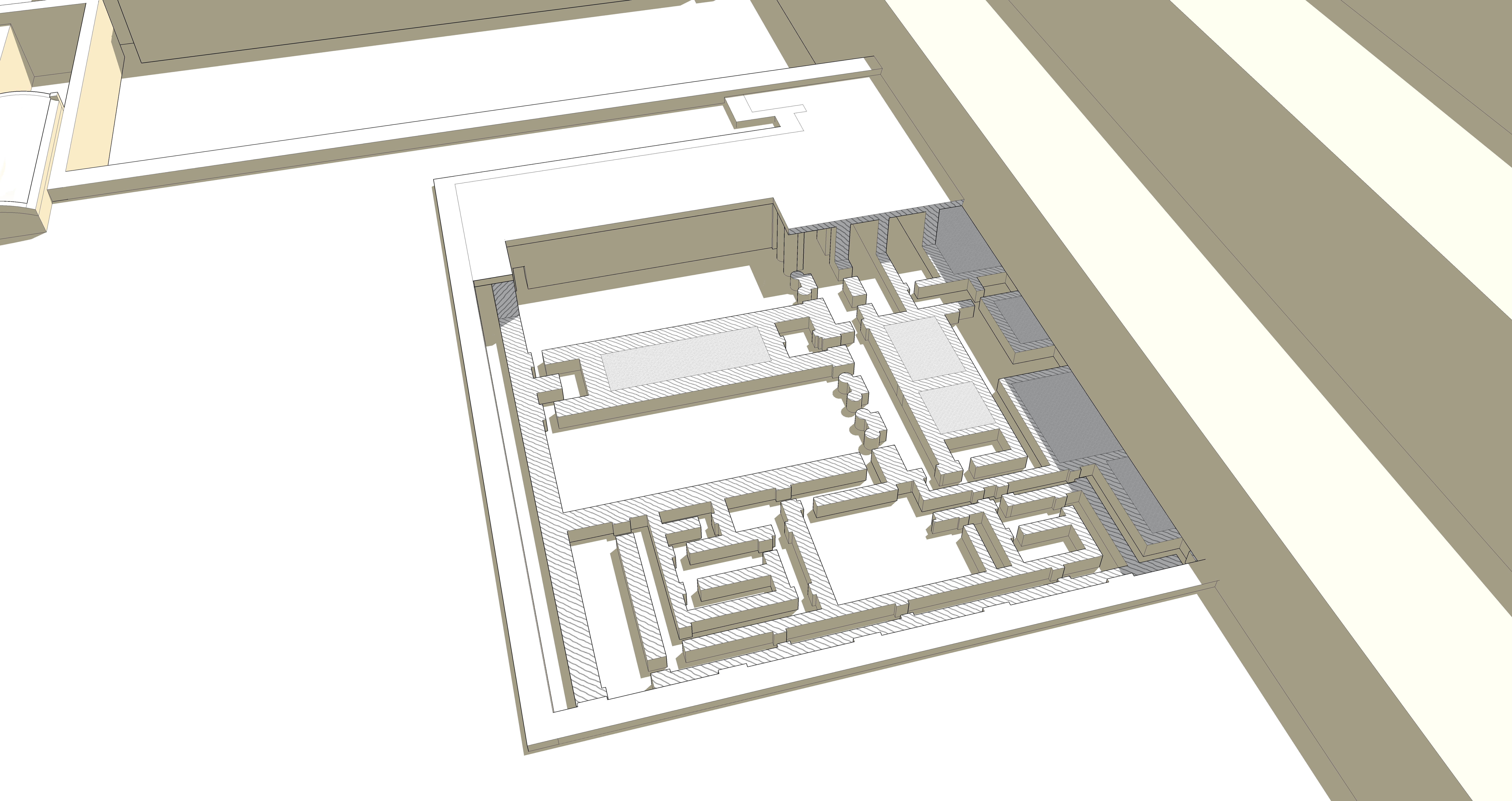
Reconstitution du temple funéraire (vue perspective en coupe).

La position du temple au nord de la pyramide, inhabituelle dans un complexe pyramidal égyptien, et son plan atypique ont souvent interrogé les égyptologues. I. E. S. Edwards imagina qu'Imhotep transposa le palais royal de Memphis en élément cultuel. Par ailleurs, des similitudes entre ce temple et celui d'un complexe funéraire de la Ire dynastie, également situé à Saqqarah et attribué au souverain Qâ, ont été remarquées. Il se pourrait bien alors que le plan de ce temple suivît un modèle maintes fois éprouvé et que sa disparition soudaine traduise une innovation importante des architectes de la IVe dynastie, en créant le temple haut situé à l'est de chaque pyramide de l'Ancien Empire et incorporant plusieurs éléments cultuels présents dans la grande enceinte de Djéser.
Le serdab, appuyé contre la face nord de la pyramide, est situé à l'est et près de l'entrée du temple funéraire. C'est un petit édifice composé d'une seule pièce et dont la maçonnerie est inclinée de 16° vers l'intérieur de la pyramide, comme les assises de cette dernière. Deux petites percées, à hauteur du visage, permettent actuellement de voir la statue grandeur nature de Djéser assis sur son trône et coiffé du némès. La destination de ces orifices était de donner au ka du souverain la possibilité d'assister aux rites. La statue originale est aujourd'hui exposée au Musée du Caire et une réplique prend désormais sa place dans le complexe funéraire.
Des fragments en calcaire d'une autre statue de Djéser, analogue à celle décrite ci-dessus, ont été découverts aux alentours du temple et indiqueraient qu'un second serdab fut édifié non loin du premier.

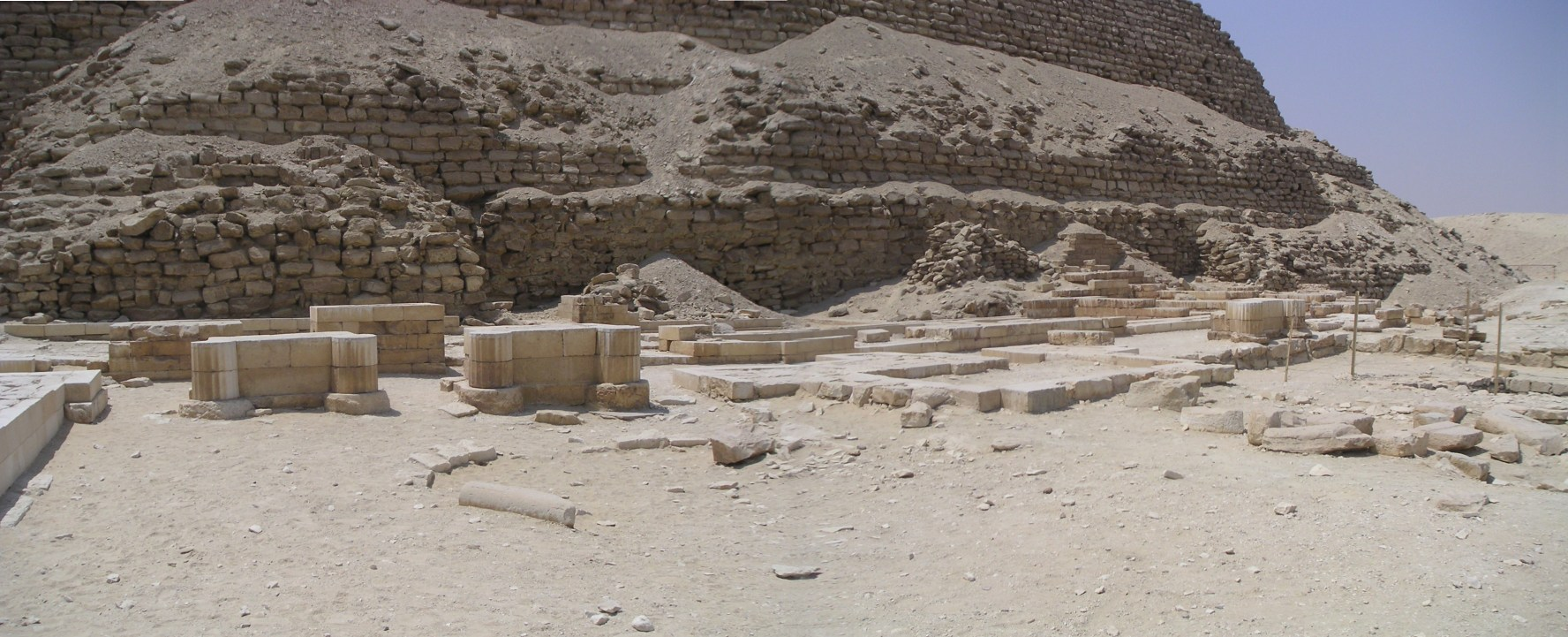
Ruines du temple funéraire (vue vers le sud, à partir de la cour orientale).
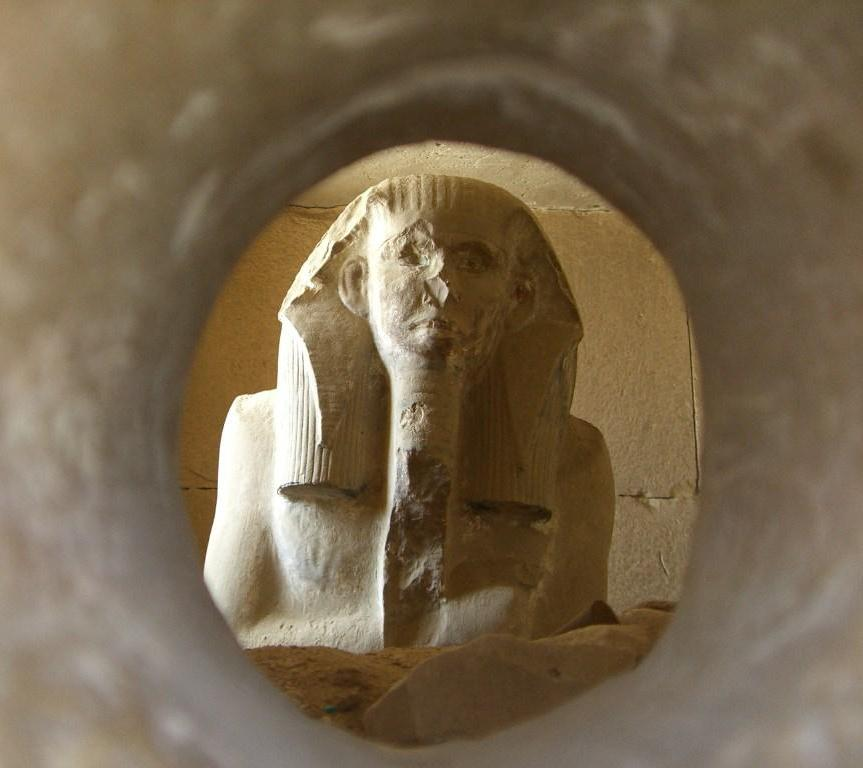
Statue de Djéser dans le serdab de son temple funéraire.
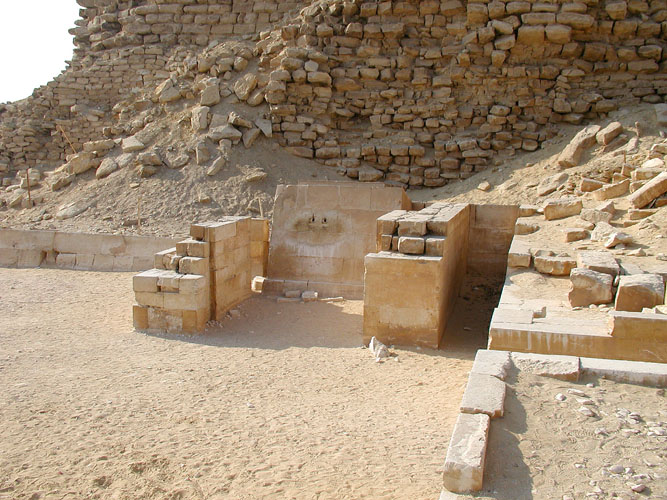
Vue du serdab, accolé à l'est du temple funéraire.

### La cour nord

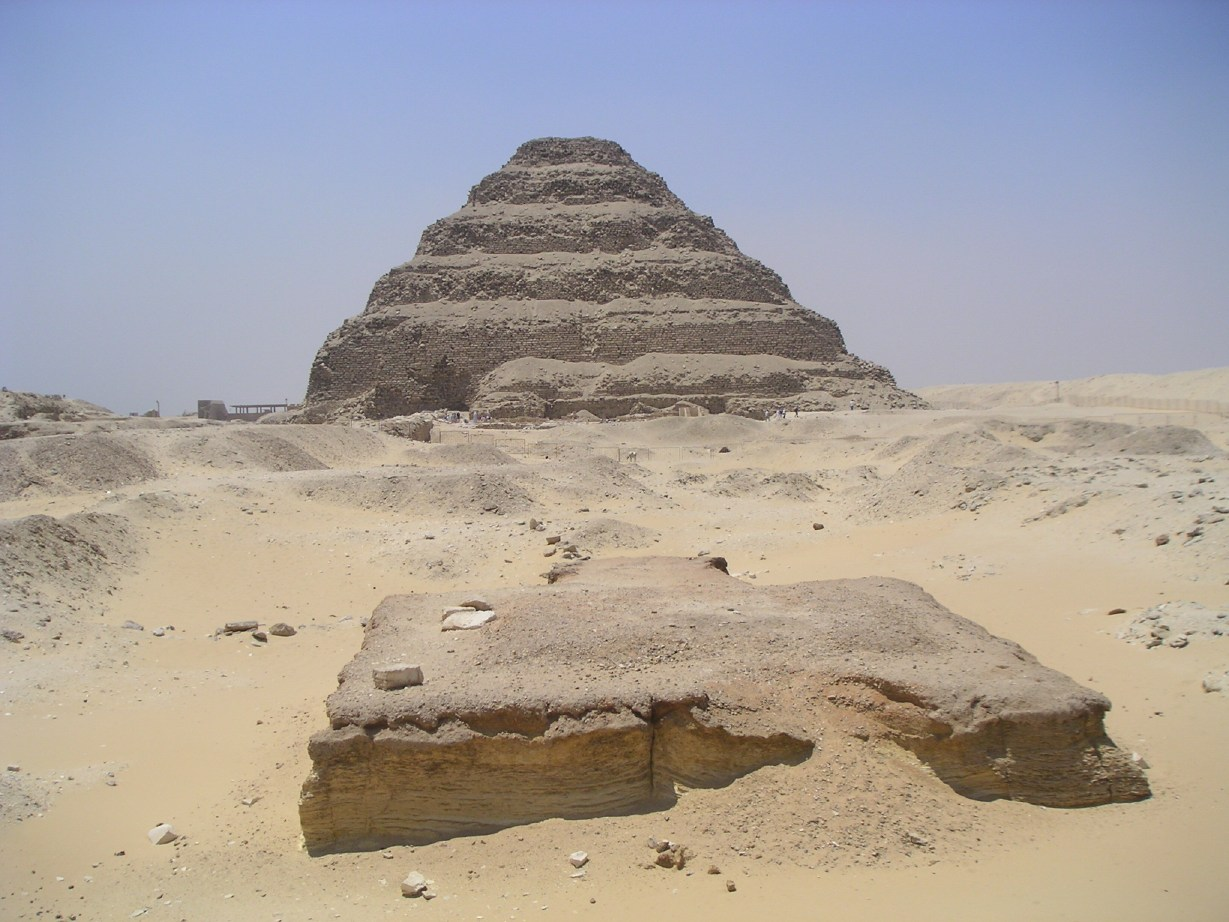
L'autel du nord.

La cour nord est délimitée par le temple funéraire au sud et par l'enceinte sur son pourtour. Cette zone, si elle devait accueillir des bâtiments liés aux cultes, ne fut jamais achevée et accueillit les remblais formés de déchets provenant des constructions avoisinantes (enceinte et massifs).
Un deuxième autel de quinze mètres sur quinze taillé dans la roche se place dans cette cour, à son extrémité nord. Cette sculpture fut couverte d'un appareillage de calcaire non ravalé. Ce qui constitue la preuve de l'inachèvement de cette zone. L'autel permit d'accueillir les offrandes destinées à être stockées dans les magasins situés non loin vers l'ouest dans le massif.
À l'ouest de cet autel se trouve un puits donnant accès à un réseau de galeries disposées en dents de peigne sur une longueur de plus de soixante mètres. Celles-ci contenaient un énorme approvisionnement en grains et fruits dont des restes ont pu être recueillis. Les sceaux de Khâsekhemoui, de Netjerikhet et de Sanakht y ont été trouvés. Jean-Philippe Lauer suggéra que ces galeries représentaient les véritables magasins d'approvisionnement et que les galeries situées sous les grandes terrasses de l'ouest ne constituaient que des simulacres.

### Le massif de l'ouest

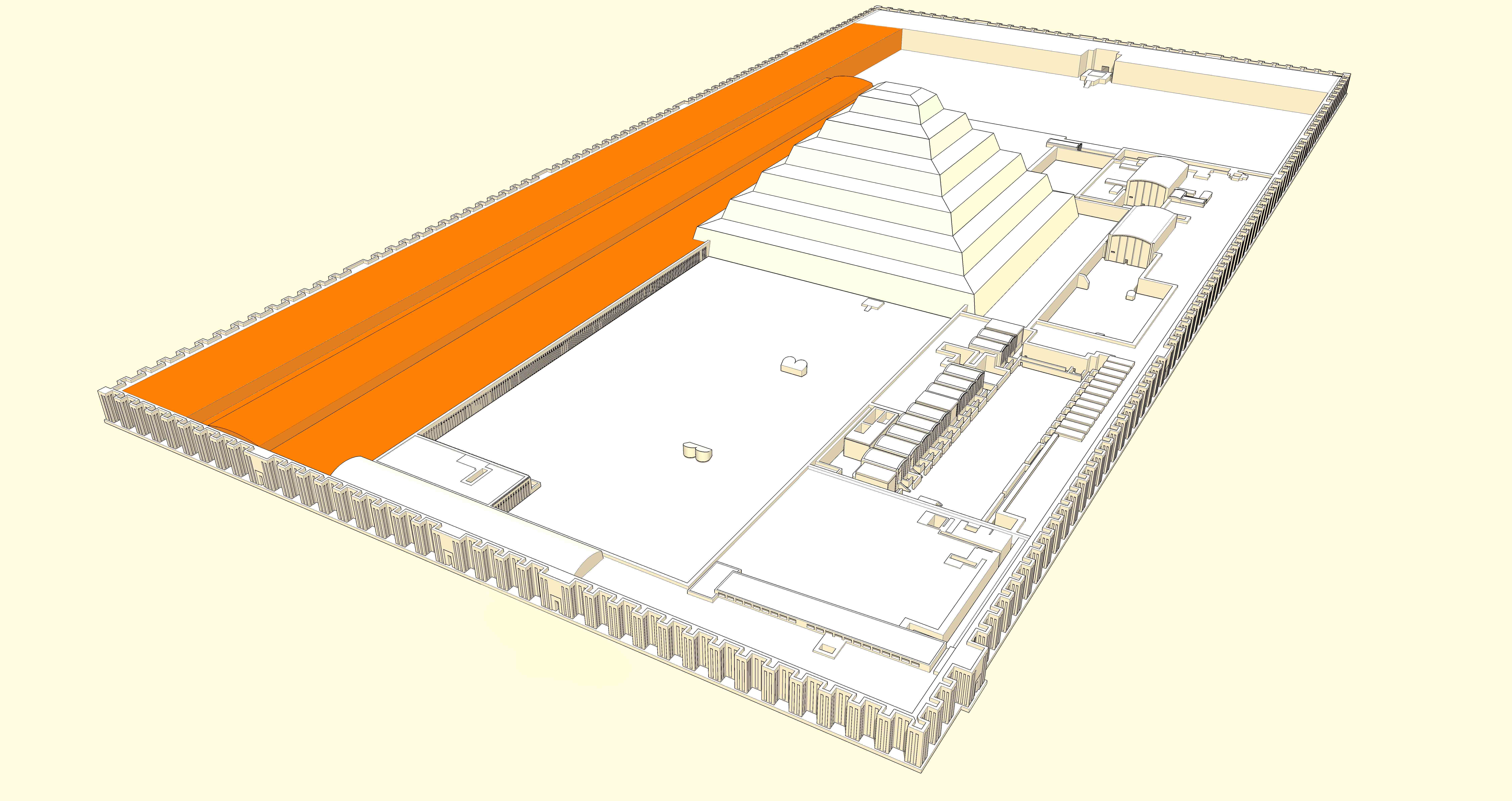
Position des magasins ouest.

Trois grands massifs, situés à l'ouest, longent le complexe funéraire de l'enceinte sud jusqu'à peu de distance de l'enceinte nord. Seul le massif central, long de quatre-cents mètres large de vingt-cinq mètres et haut de trois mètres contenait une énorme réseau composé de galeries et de quatre-cents chambres souterraines disposées en dents de peigne dont les accès se faisaient par plusieurs puits. Sa toiture arquée n'est pas sans rappeler le tombeau sud du complexe. La similitude entre ces deux édifices traduit-elle une même fonction funéraire ? Les modestes fouilles jamais engagées ne suffisent pas à apporter un élément de réponse.
Une hypothèse fait l'analogie entre ces chambres et les tombes de serviteurs que l'on sacrifiait pour servir le roi dans l'autre monde, pratique commune aux époques pré-dynastiques et thinites ; la découverte, dans l'une de ces galeries, d'un squelette en position replié est venue étayer cette thèse. Mais rien ne prouve qu'il s'agisse là d'un sacrifice plutôt que de la simple inhumation d'un défunt.

## L'exploration du monument

### DuXIXesiècleà nos jours

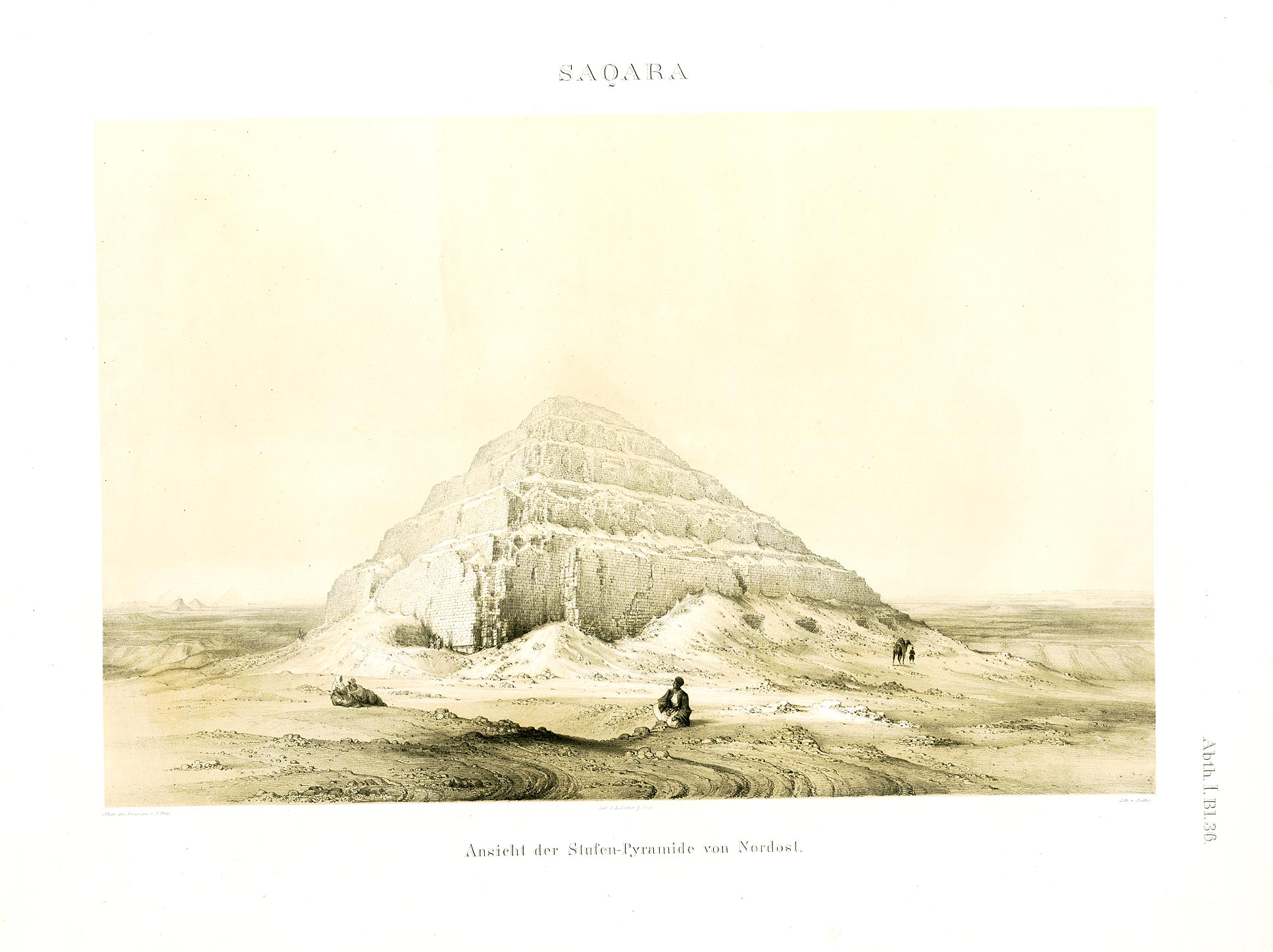
Lithographie illustrant la pyramide à degrés (Karl Richard Lepsius).

Le complexe funéraire fut visité pour la première fois en 1821 par le général prussien Heinrich Menu von Minutoli, accompagné de l'ingénieur italien Girolamo Segato. L'expédition recueillit divers objets ainsi que les restes importants d'une momie découverte dans une galerie (abandonnée par les pilleurs selon les dires des explorateurs) et dont le crâne était fortement doré et les sandales également dorées. Ces découvertes furent perdues lors du naufrage du navire les expédiant vers la Prusse.
En 1837, le colonel Howard Vyse et l'ingénieur John Shae Perring réalisèrent des fouilles plus poussées et révélèrent la galerie saïte ainsi que la chambre décorée de faïences bleues. Karl Richard Lepsius les suivit peu après, explorant plus avant les fameuses chambres dites bleues.
C'est en 1924 que l'exploration scientifique débuta sous la direction de Cecil Mallaby Firth. James Edward Quibell lui succéda en 1931, puis enfin Jean-Philippe Lauer en 1935, qui œuvra à étudier puis reconstituer de nombreux éléments du complexe tels que l'entrée principale, la colonnade ou les chapelles du Heb-Sed.

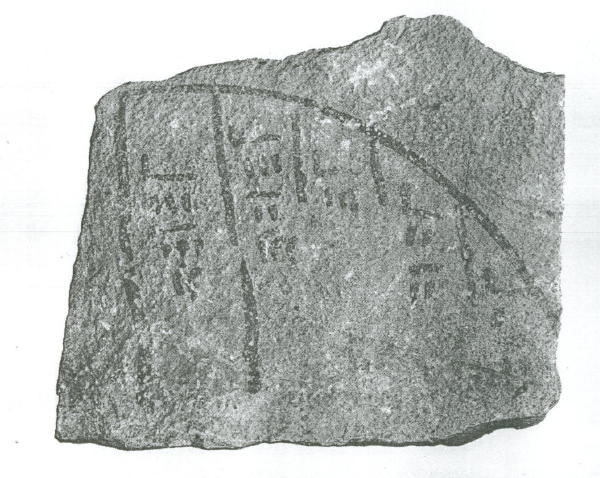
L'ostracon, remontant à la période de Djéser, découvert vers 1925.

Durant ces fouilles, d'autres fragments de momies furent découverts et une analyse récente au carbone 14 a démontré que ceux-ci appartenaient à des corps de diverses époques, ptolémaïque notamment. Vers 1925, découverte d'un éclat de pierre, en calcaire, mesurant 15 × 17,5 × 5 cm mentionnant plusieurs unités de mesure.
Depuis la disparition de Jean-Philippe Lauer en 2001, diverses missions ont été programmées afin de rénover certains éléments de la maçonnerie de la pyramide. Leur but est également de permettre une meilleure compréhension du site par la collecte d'une base de données destinée à reconstituer en 3D le complexe et ses infrastructures.
Le gouvernement égyptien multiplie les projets de restauration depuis 2002 (consolidation des couloirs et galeries souterraines, surveillance des fissures, restauration des décorations murales, remplacement des blocs de pierre éboulés). Suspendus en 2010 pour des raisons budgétaires et en 2011 en raison de la révolution égyptienne, ils reprennent en 2014. La restauration de la chambre funéraire du roi a consisté essentiellement en la consolidation du plafond du puits de trente mètres par soixante-douze tiges d'ancrage en acier inoxydable. Les gravats issus des éboulements du plafond et qui avaient recouvert le sarcophage ont été retirés, mettant au jour le mégalithe qui abritait la momie volée : trente-deux blocs de pierre de granite de chacun de trois à quatre tonnes reposent sur dix-huit piliers de calcaire. Au sommet une pierre circulaire bouche le trou par lequel le corps du roi fut descendu. Ce déblayage a mis en évidence également une antichambre où le corps du roi fut béni avant d’être mis dans sa tombe.

### Découvertes de la mission lettonne à Saqqarah

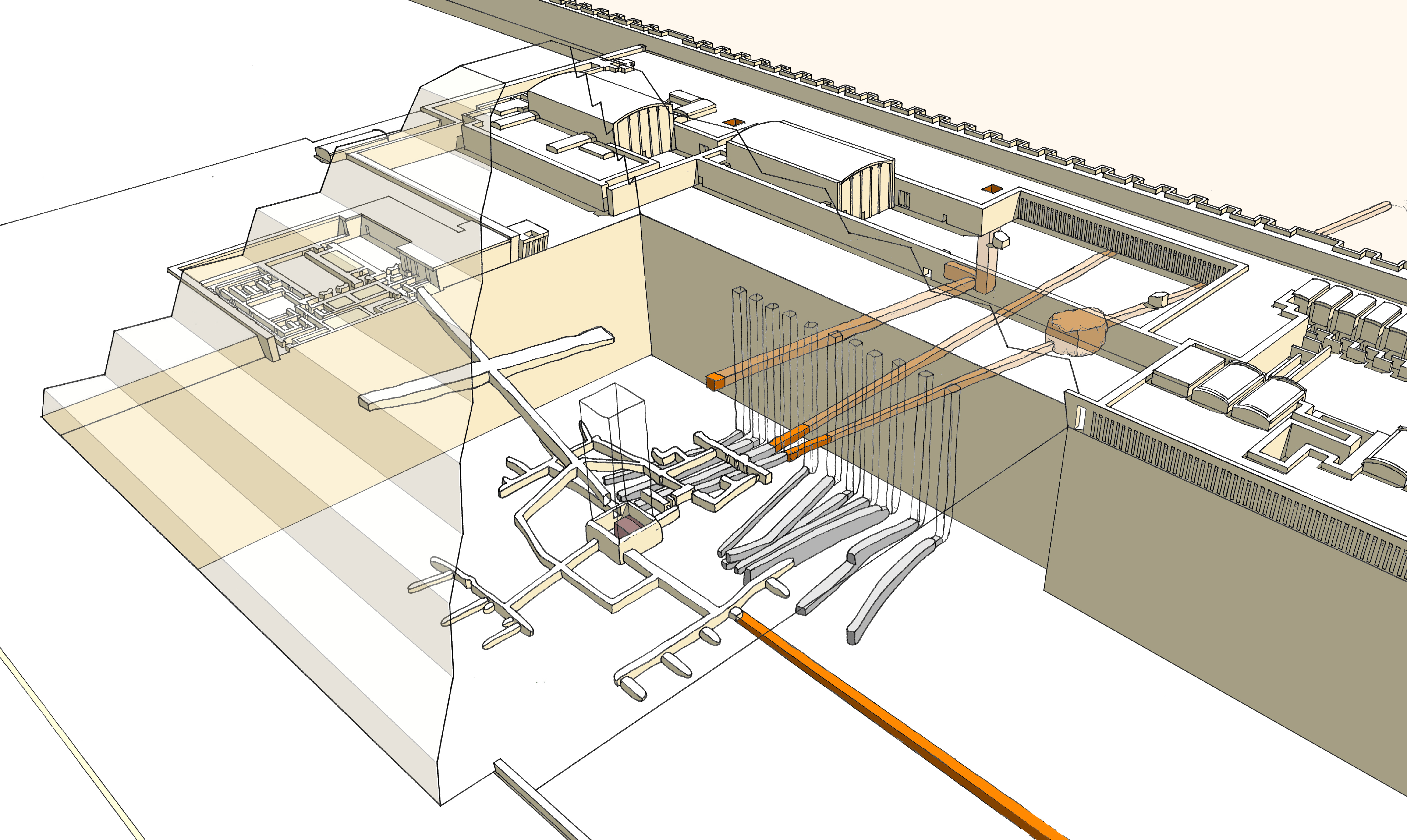
Galeries et puits découverts par Bruno Deslandes.

De 2005 à 2007, la mission scientifique lettonne de Saqqarah dirigée par l’architecte français Bruno Deslandes eut pour principal objectif d’effectuer des relevés géophysiques afin d’opérer la réfection des parties de la pyramide endommagées par le tremblement de terre de 1992. Ainsi, le grand puits funéraire a pu être couvert d’une puissante armature métallique en lieu et place de la charpente romaine et préservant désormais le caveau de tout effondrement. La cinquième et la sixième galerie ont également dû être consolidées afin d’éviter tout éboulement. Ces nombreux relevés allaient permettre la reconstitution en 3D de nombreux éléments du complexe funéraire mais, surtout, la découverte inattendue de galeries, de puits d’accès et de cavités qui allaient bouleverser les connaissances jugées jusqu’alors définitives.
Parmi ces découvertes, deux descenderies dont les entrées se situent dans l’escarpe du grand fossé et accédant respectivement aux galeries III et IV de la pyramide, à la jonction entre celles-ci et leur puits respectif. La descenderie de la galerie IV est la plus longue et traverse de part en part, en un lieu situé juste au-dessous de la cour du pavillon sud, une grande cavité que le géologue de la mission lettonne définit comme artificielle.

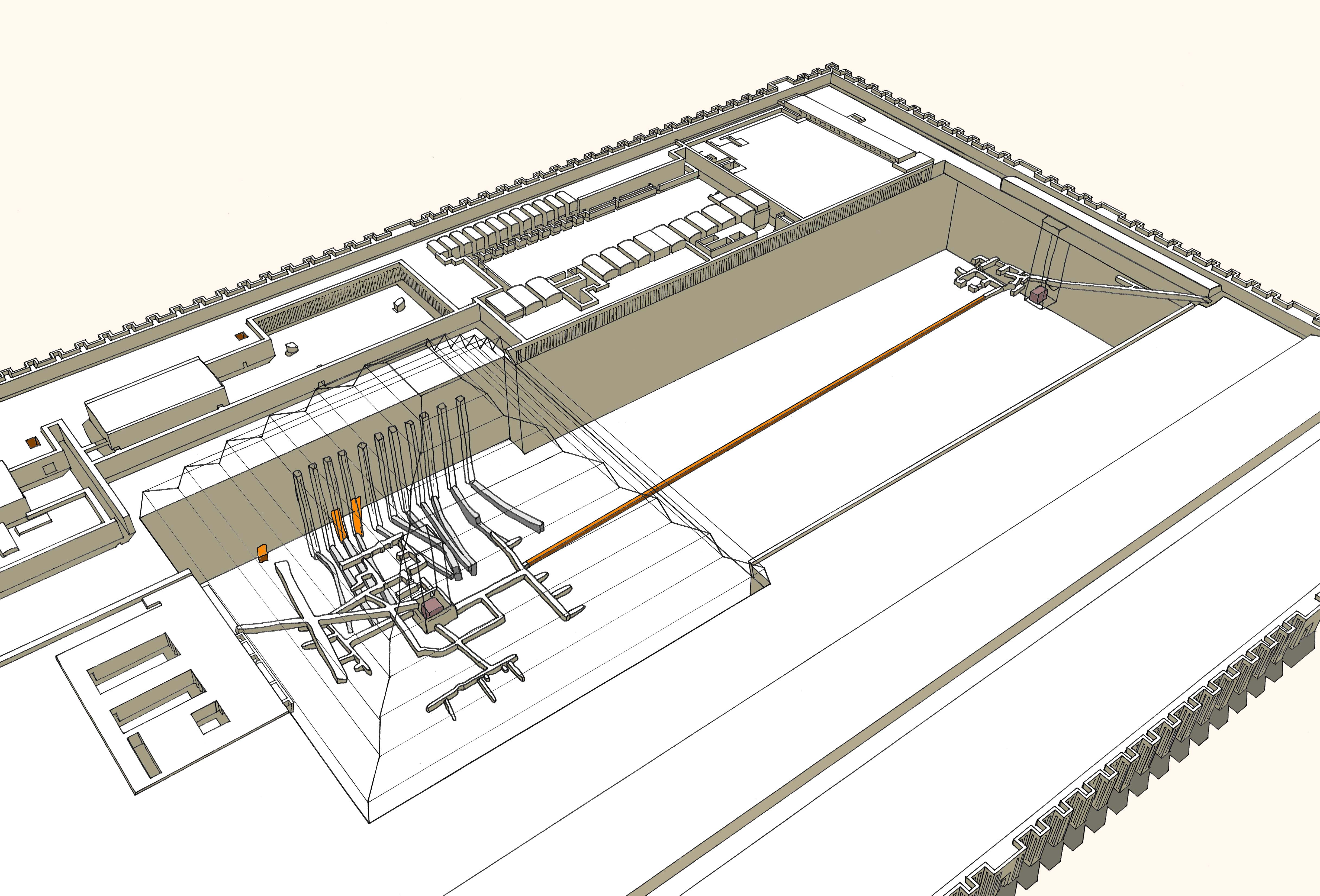
Galerie de liaison entre le tombeau sud et la pyramide à degrés découverte par Bruno Deslandes.

Ensuite, deux grands puits ont été identifiés non loin vers le sud-est des pavillons nord et sud.
D’une profondeur d’environ vingt mètres, celui du pavillon sud mène à une grande cavité rectangulaire d’où une descenderie (similaire à celles décrites ci-dessus) prend son départ et se dirige vers le réseau de galeries de la pyramide. Le puits du pavillon nord reste en attente de fouilles plus avancées.
Dans les appartements funéraires royaux proprement dits, cette fois, les magasins situés à l’extrémité sud ont révélé une immense galerie reliant le réseau de galeries à celui du tombeau sud en un endroit connu sous le nom de couloir aveugle, traversant ainsi de part en part le sous-sol de la cour sud du complexe funéraire.
La galerie de rénovation d’époque saïte a pu être étudiée dans le détail. Ce passage souterrain comporte de nombreuses colonnes dont certaines sont des matériaux de remploi. Les mesures ont permis d’identifier qu’une colonne manquante reposait depuis le XIXe siècle dans les réserves du Musée égyptien de Berlin. Il a également été constaté que, ayant été vidé à cette époque, le puits funéraire fut couvert d’une voûte improvisée aménagée à même la maçonnerie de la pyramide.
La seconde galerie, faisant face à la galerie saïte et reliant le puits funéraire au temple mortuaire est l’œuvre, non pas des Saïtes mais des Romains. Cette galerie permit de mettre en œuvre la charpente de bois dont le but était de renforcer la voûte d’époque saïte.

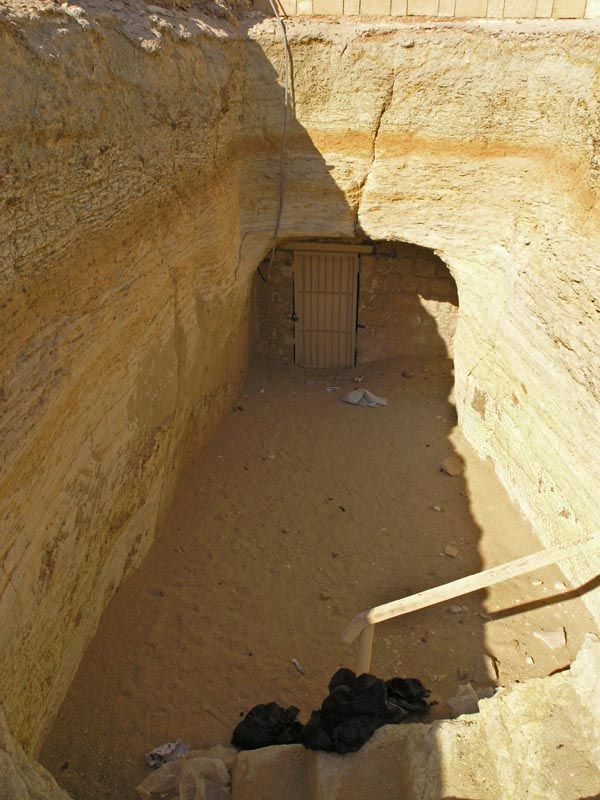
Entrée de la galerie saïte.
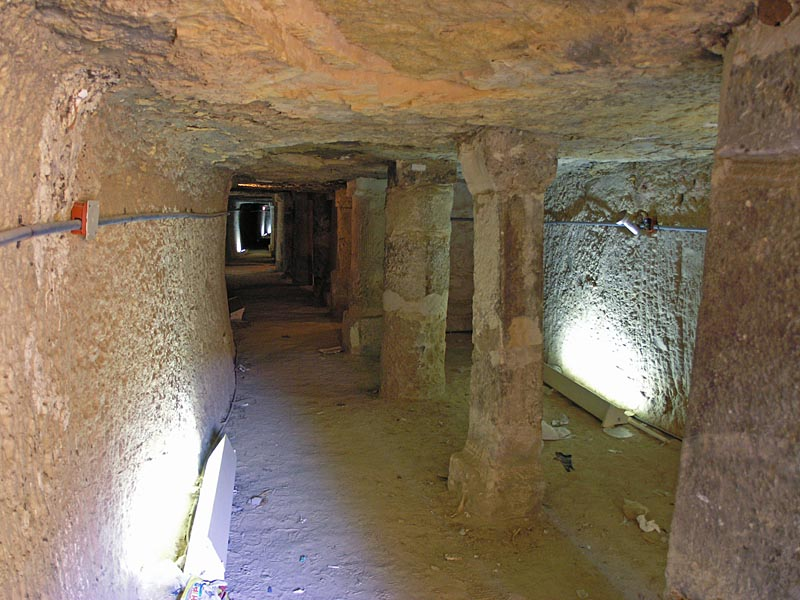
Vue des piliers de la galerie saïte.
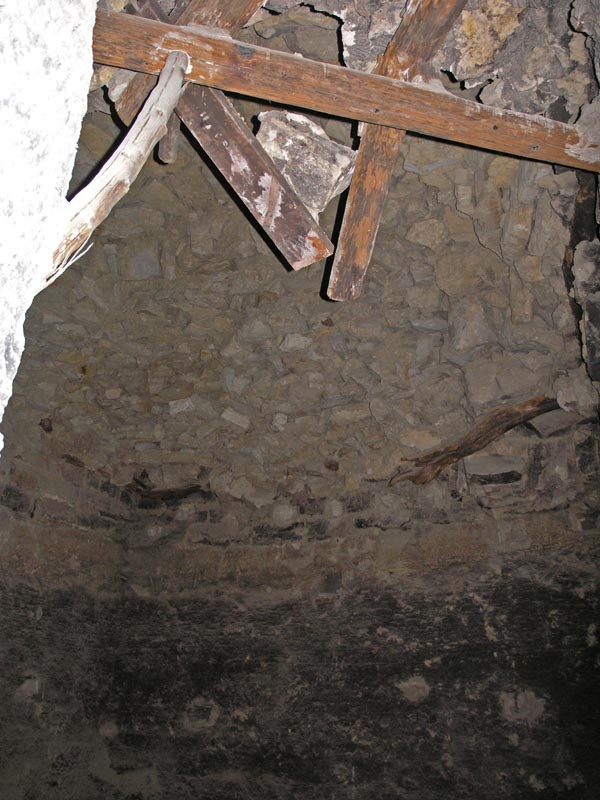
Vue de la voûte du grand puits funéraire et des vestiges de la charpente romaine avant la rénovation.
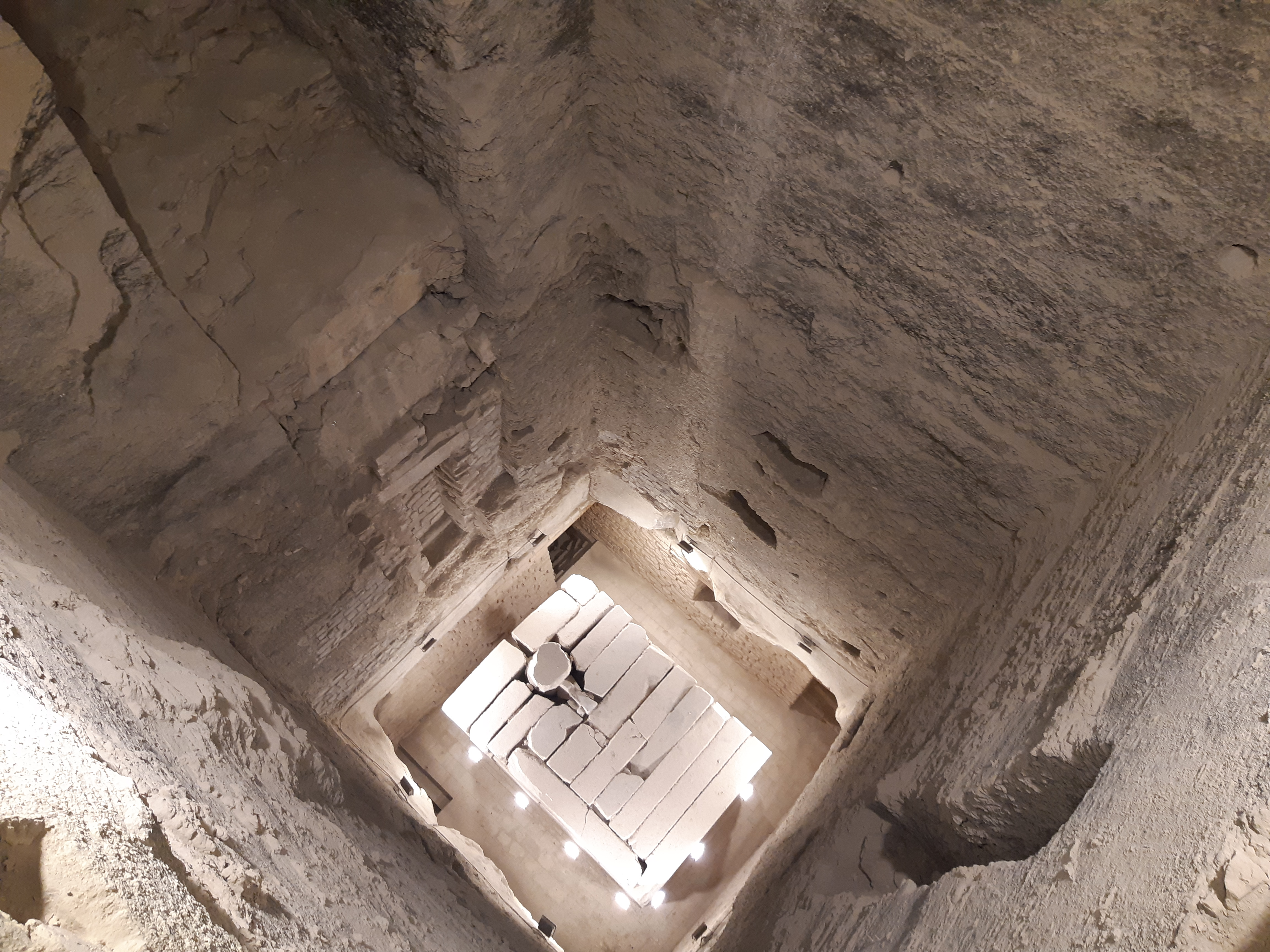
Vue de dessus de la chambre funéraire.

## Documentaire
- La Pyramide du roi Djoser à Saqqarah, un film de Stan Neumann, 2008, 26 min